# Autobus de Montpellier
Le réseau d'autobus de Montpellier dessert les 32 communes de Montpellier Méditerranée Métropole, dans le département français de l'Hérault en région Occitanie, soit un territoire de plus de 500 000 habitants.
Il est exploité par la société publique locale chargée d'exploiter les Transports de l'agglomération de Montpellier (TaM), portant le même nom que son exploitant. Il s'articule autour de 15 lignes desservant Montpellier, majoritairement en reliant les quartiers excentrés aux stations de tramway et de Bustram et 24 lignes suburbaines, dont cinq exploitées totalement ou partiellement sur réservation, reliant les communes périphériques aux stations de tramway et de Bustram situées aux portes de Montpellier. Seules trois lignes de bus desservent la gare de Montpellier-Saint-Roch en complément du tramway.
Apparus en 1930, les autobus ont progressivement supplantés l'ancien tramway, supprimé en 1949. Longtemps cantonné à Montpellier et Castelnau-le-Lez, le réseau de bus s'étend progressivement dans les années 1980 sous l'impulsion de Montpellier District, ancêtre de Montpellier Méditerranée Métropole. Depuis 2000 il s'articule autour du tramway de Montpellier dont la mise en service progressive des lignes a engendré la réorganisation du réseau de bus.

## Historique

### Les premiers autobus
La ville de Montpellier fait face dans l'entre-deux-guerres au développement de quartiers pavillonnaires ouvriers comme aux Aubes ou à la Pompignane. En juillet 1930, elle étudie la création de lignes d'autobus complémentaires au tramway et retient la proposition de la ligne en forme de huit du Central Garage. Cette dernière jette l'éponge en juillet 1931 et la ville confie à l'exploitant du tramway, la Compagnie des tramways électriques de Montpellier, l'exploitation de deux lignes de bus par une convention signée le 9 novembre 1931 :
- A : Les Aubes ↔ La Soufrière
- B : La Pompignane ↔ Maison de l'Agriculture

La ligne A est remplacée par une ligne desservant le Plan des Quatre seigneurs le 5 février 1932. Expirant au 31 octobre 1932, la convention est prolongée jusqu'au 31 décembre 1937 et l'exploitant obtient un monopole sur les bus. En 1936, un premier service de ramassage scolaire est lancé.
La Compagnie des tramways électriques de Montpellier ne renouvelle pas sa convention avec la ville, cette dernière choisit l'entreprise de Monsieur Benavenq le 28 janvier 1938 pour exploiter le réseau de bus.
L'entreprise de Monsieur Benavenq, qui avait cessé l'exploitation entre le 31 août et le 1er décembre 1939, est remplacée par l'entreprise de Monsieur Apure le 1er juin 1940, mais ce dernier n'exploitera que le réseau d'autobus durant 1 mois et 6 jours, car le 7 juillet 1940, un arrêté préfectoral suspend tous les transports urbains.
Il se compose de trois lignes :
- Comédie ↔ Plan des 4 seigneurs
- Comédie ↔ La Pompignane
- Comédie ↔ Maison de l'Agriculture

La ligne du Plan des 4 Seigneurs est relancée en avril 1941 avec un service très réduit et des bus au gazogène en raison des nombreuses restrictions causées par la Seconde Guerre mondiale.

### L'après-tramway
Dès 1946, la ville évalue la suite à donner au réseau de tramway.
Le 13 mars 1947, la gestion du réseau est confiée à la Régie municipale des transports, en remplacement de la Compagnie des tramways électriques de Montpellier à l'issue de sa concession. Le conseil municipal acte la fin du tramway et la ligne Font d'Aurelle - Octroi de Palavas est ainsi exploitée en autobus le 13 avril 1947 et prolongée au rond-point des Moulins. Le 17 octobre les bus remplacent les tramways sur la ligne Saint-Éloi - Champ de Manœuvres puis sur la ligne Comédie - Celleneuve le 1er juin 1948. Le 1er février 1949, c'est au tour de la 4e et dernière ligne, Comédie - Castelnau-le-Lez, de troquer ses tramways au profit des autobus ; elle fusionne ensuite avec celle de Celleneuve.
En 1966, la ligne L reliant la gare au quartier Saint-Lazare reprend la desserte des Beaux-Arts à la ligne C, la ligne H est prolongée au lycée agricole à la place de la ligne D qui dessert le zoo de Lunaret et Vert-Bois et les lignes « transversale », entre Plan Cabanes et les universités et la ligne de minibus expérimentale « tour de ville ».
En avril 1967, le réseau s'étend à la ZUP de La Paillade nouvellement construite via une ligne au départ de Plan Cabanes et, en octobre 1967, les lignes sont renommées avec des chiffres selon leur importance, sauf pour les lignes F et G qui fusionnent pour devenir la ligne 7.
En 1966, la ligne L reliant la gare au quartier Saint-Lazare reprend la desserte des Beaux-Arts à la ligne C, la ligne H est prolongée au lycée agricole à la place de la ligne D qui dessert le zoo de Lunaret et Vert-Bois et les lignes « transversale », entre Plan Cabanes et les universités et la ligne de minibus expérimentale « tour de ville ».
En avril 1967, le réseau s'étend à la ZUP de La Paillade nouvellement construite via une ligne au départ de Plan Cabanes et, en octobre 1967, les lignes sont renommées avec des chiffres selon leur importance.
| 1950 | 1956 | 1962 | 1965 | 1967 |
| --- | --- | --- | --- | --- |
| - 1 : Font d'Aurelle - Rond-point des Moulins - 2 : Chemin de Celleneuve à Lattes - Saint-Éloi - 3 : Castelnau - Celleneuve - 4 : Pont-Juvénal - Plan des 4 Seigneurs | - A : Castelnau-le-Lez – Celleneuve - B : Saint-Éloi – Croix d'Argent - C : Font d'Aurelle – Rond-point des Moulins - D : Plan des 4 Seigneurs – Gare - E : Clinique Laennec - Gare - F : Rimbaud – École d'Agriculture - G : Pompignane – Figuerolles - H : Services spéciaux | - A : Rond-point des Moulins - École d'Agriculture - B : Font d'Aurelle - Croix d'Argent - C : Castelnau - Celleneuve - D : Plan des 4 Seigneurs - Rimbaud - E : Pompignane - Gare - F : Gare - Figuerolles | - A : École d'Agriculture ↔ Zone industrielle - B : Font d'Aurelle ↔ Croix d'Argent - C : Comédie ↔ Castelnau-le-Lez - D : Comédie ↔ Lycée Agricole - E : Comédie ↔ Pompignane - F : Comédie ↔ Notre-Dame-de-la-Paix - G : Comédie ↔ Rimbaud - H : Comédie ↔ Plan des 4 Seigneurs - J : Comédie ↔ Celleneuve - K : Comédie ↔ Lemasson | - 1 : Comédie ↔ Celleneuve (ex-J) - 2 : Font d'Aurelle ↔ Croix d'Argent (ex-B) - 3 : École d'Agriculture ↔ Zone industrielle (ex-A) - 4 : Gare ↔ Castelnau-le-Lez (ex-C) - 5 : Gare ↔ Vert-Bois (ex-D) - 6 : Gare ↔ Lycée Agricole (ex-H) - 7 : Rimbaud ↔ Notre-Dame-de-la-Paix (ex-F et G) - 8 : Saint-Lazare ↔ Lemasson (ex-K et L) - 9 : Comédie ↔ Pompignane (ex-E) - 10 : Plan Cabanes ↔ La Paillade - Transversale - Tour de ville |

### La ville se développe
Le 1er avril 1968, le conseil municipal décide de remettre en concession le réseau au 1er décembre suivant, une entreprise privée reprend ainsi l'exploitation et les moyens humains et matériels : la Compagnie des transports de Montpellier (CTM). Les lignes Transversale et Tour de ville sont supprimées en 1969, faute de fréquentation. Entre 1970 et 1973, le réseau continue de s'adapter au développement de la ville, la ligne 1 est notamment prolongée à La Paillade et la ligne 3 au quartier des Cévennes. L'année 1973 voit la diamétralisation d'un maximum de lignes afin de réduire le nombre de lignes faisant leur terminus en ville.
Une navette entre la place de la Comédie et le Polygone est testée sans succès à l'ouverture du centre commercial en 1975. En 1976, la ligne 2 est à son tour prolongée à La Paillage tandis qu'une ligne 10, en minibus, relie Celleneuve et Saint-Lazare en contournant le centre par Font d'Aurelle et une ligne 11 relie le centre au hameau de Font-Trouvé.
En septembre 1977, les quartiers ouest et sud nouvellement construits comme Estanove sont à leur tour mieux desservis tandis qu'un service nocturne est mis en place le week-end sur le tracé de la ligne 2 pour permettre aux voyageurs de rentrer des salles de spectacles.
| 1973 | 1977 |
| --- | --- |
| - 1 : Comédie ↔ La Paillade - 2 : Font d'Aurelle ↔ Croix d'Argent - 3 : Cévennes ↔ Marché gare - 4 : Notre-Dame-de-la-Paix ↔ Castelnau-le-Lez - 5 : Plan des 4 Seigneurs ↔ Lemasson - 6 : Font d'Aurelle ↔ Les Près d'arènes - 7 : Comédie ↔ Aiguelongue - 8 : Rimbaud ↔ Pompignane - 9 : Comédie ↔ La Pergola | - 1 : Comédie ↔ Tritons (la Paillade) - 2 : Pas du Loup ↔ Piscine (La Paillade) - 3 : Cévennes ↔ Marché gare - 4 : Cité Paul Valéry ↔ Castelnau-le-Lez - 5 : Plan des 4 seigneurs / Zoo ↔ Lemasson - 6 : Les Près d'arènes ↔ Font d'Aurelle - 7 : La Chamberte ↔ Aiguelongue - 8 : Moularès ↔ Pompignane - 9 : Gare ↔ École de Commerce - 10 : Celleneuve ↔ Saint Lazare - 11 : Font-Trouvé ↔ La Pompignane |

### Extension au district de Montpellier
En 1977, un nouveau maire est élu : Georges Frêche. Afin de satisfaire aux souhaits de la ville en matière de transport, le réseau est repris par une société d'économie mixte le 1er janvier 1979 : la Société montpelliéraine de transports urbains (SMTU).
En mai 1979, la ligne 12 est créée entre la Comédie et la cité Mion puis en septembre la ligne 10 est prolongée de Saint-Lazare à la Comédie afin de faciliter l'accès aux lycées.
La refonte du plan de circulation dans le centre-ville en 1981 impacte le réseau. Des couloirs de bus à contre-sens sont créées sur les axes mis en sens unique comme les avenues de Lodève et Clemenceau ; en octobre 1981 la ligne 15 est créée entre la gare et le quartier Grammont puis ultérieurement prolongée au Zénith Sud. L'année 1982 voit la création de trois lignes urbaines, tandis que les autres lignes continuent d'être étendues : en mars, la ligne 14 vient compléter la ligne 5 au sud-ouest et relie la place Albert 1er aux Sabines par la gare puis en juillet la navette gratuite de centre-ville, le « Guillem » ou ligne 16 voit le jour et en septembre la ligne 19 vient renforcer la ligne 1 aux heures de pointe en empruntant un tracé express par l'avenue de la Liberté.
En septembre 1982, le réseau s'étend au delà des communes de Montpellier et de Castelnau-le-Lez pour desservir tout Montpellier District après que ce dernier ait repris la compétence transport. Dix nouvelles lignes reliant la gare routière aux communes voient le jour, parfois par intégration tarifaire des autocars interurbains :
- 17 : Gare Routière ↔ Palavas-les-Flots
- 18 : Gare Routière ↔ Lattes
- 20 : Gare Routière ↔ Le Crès
- 21 : Gare Routière ↔ Vendargues
- 22 : Gare Routière ↔ Clapiers / Jacou
- 23 : Gare Routière ↔ Montferrier-sur-Lez
- 24 : Gare Routière ↔ Grabels
- 25 : Gare Routière ↔ Juvignac
- 26 : Gare Routière ↔ Saint-Jean-de-Védas
- 27 : Gare Routière ↔ Maurin
- 28 : Gare Routière ↔ Pérols

En septembre 1984 et à la suite de la LOTI, le district reprend la gestion des transports scolaires. En août 1985, la commune de Baillargues rejoint le district et est desservie par la nouvelle ligne 29, toujours au départ de la gare routière puis en avril 1986 c'est au tour de Prades-le-Lez de rejoindre l'intercommunalité et bénéficie d'un prolongement de la ligne 23. La ligne 5 est prolongée pour desservir Agropolis en 1984.
En 1986, le réseau se compose de 28 lignes desservant Montpellier, Baillargues, Castelnau-le-Lez, Clapiers, Grabels, Jacou, Juvignac, Lattes, Le Crès, Montferrier-sur-Lez, Palavas-les-Flots, Pérols, Saint-Jean-de-Védas et Vendargues :
- 1 : Gare ↔ La Paillade (Gênes) ;
- 2 : Pas du Loup ↔ La Paillade (Piscine) ;
- 3 : Cévennes ↔ Jeune Parque ;
- 4 : Bouisses ↔ Castelnau le Lez (Place de la Monnaie) / Castelnau le Lez (Devois) ;
- 5 : Agropolis Lycée Agricole / Agropolis CNEARC ↔ Cave Coopérative / Marquerose ;
- 6 : Plan des 4 Seigneurs ↔ Zone Industrielle ;
- 7 : Croix de Lavit / Mas de Neuville ↔ Martelle ;
- 8 : Pompignane Cité Rimbaud ↔ Moularès ;
- 9 : Gare ↔ LEP La Paillade ;
- 10 : Gare ↔ Leclerc ;
- 11 : Enclos des Lys / Aiguelongue ↔ Pinville ;
- 12 : Gare ↔ St Martin ;
- 14 : Les Sabines ↔ Albert 1er ;
- 15 : Gare ↔ Château de Grammont ;
- 16 : Le Guilhem (navette de centre-ville circulaire) ;
- 17 : Gare Routière ↔ Palavas ;
- 18 : Gare Routière ↔ Lattes ;
- 19 : Gare ↔ La Paillade ;
- 20 : Gare routière ↔ Le Crès ;
- 21 : Gare routière ↔ Vendargues ;
- 22 : Gare routière ↔ Clapiers ↔ Jacou ;
- 23 : Gare routière ↔ Montferrier-sur-Lez ;
- 24 : Gare routière ↔ Grabels ;
- 25 : Gare routière ↔ Juvignac ;
- 26 : Gare routière ↔ Saint-Jean-de-Védas ;
- 27 : Gare routière ↔ Lattes ↔ Maurin ;
- 28 : Gare routière ↔ Pérols ;
- 29 : Gare routière ↔ Baillargues.

Du 30 octobre au 7 novembre 1987, le prototype Renault Mégabus a été testé sur la ligne 1.
À la fin des années 1980, le réseau s'adapte à la création du tunnel sous la place de la Comédie qui permet d'entamer la piétonnisation du centre-ville et à la création du premier « axe prioritaire pour autobus » entre Plan Cabanes, la gare et Antigone avec en point d'orgue le viaduc au dessus de la ligne ferroviaire repris en 2000 par la ligne 1 du tramway.
En septembre 1988 tandis que la ligne 1 est prolongée à Antigone et Pont Juvénal par l'axe prioritaire, la livrée verte laisse place à une livrée blanche à carreaux bleus, cette livrée sera vite surnommée « Lustucru ».
Le 28 octobre 1989, le réseau se dote d'un service de nuit, nommé « Le Rabelais », composé de 4 lignes en 1991 desservant tout Montpellier. Le « Guillem » devient payant en août 1989. Les lignes 20 et 26 sont jumelées la même année avec la 20 entre Le Crès et Saint-Jean-de-Védas et la 26 entre la gare routière et cette dernière commune.

### Les années 1990
Le 9 juillet 1992, le réseau est restructuré afin de le simplifier et d'améliorer la desserte globale de la ville dans le cadre de l'opération « Montpellier Écomobile ».
Le tronçon Gare-Antigone de la ligne 1 est cédé à la ligne 2 afin de créer une desserte directe entre les différents campus universitaires, les lignes 5 et 14 fusionnent, les lignes 12 et 15 fusionnent et la ligne 19 devient récupère le numéro 14, pour ne citer que les changements majeurs. Enfin, le « Guillem » est remplacé par le « Petitbus » entre le centre et Antigone.
Le réseau à l'issue de cette refonte, qui s'accompagne d'une nouvelle refonte du plan de circulation en centre-ville :
- 1 : Gare ↔ Paillade Coubertin / Les Hauts de la Paillade ;
- 2 : Mosson ↔ Port Juvénal ;
- 3 : Tournezy ↔ Alco ;
- 4 : Val de Crozes ↔ Castelnau les Aires / Palais des sports ;
- 5 : Garosud / Mas de Bagnères ↔ Agropolis Lavalette / Lycée Agricole ;
- 6 : Pas du Loup ↔ Plan des 4 Seigneurs ;
- 7 : Saint-Priest ↔ Les Bouisses / La Martelle ;
- 8 : La Rauze ↔ Mas de Rochet / Les Aubes ;
- 9 : Pompignane ↔ Paillade Blayac ;
- 10 : Gare ↔ Celleneuve ;
- 11 : Aiguelongue ↔ IBM Blaise Pascal ;
- 12 : Prés d'Arènes ↔ Grammont ;
- 14 : Port Juvénal ↔ Les Hauts de la Paillade (renfort express de la ligne 1) ;
- PetitBus : Antigone ↔ Ecusson ↔ Gare (circulaire) ;
- 17 : Gare routière ↔ Palavas ;
- 18 : Gare routière ↔ Lattes ;
- 20 : Le Crès ↔ Saint-Jean-de-Védas ;
- 21 : Gare routière ↔ Vengargues ;
- 22 : Gare routière ↔ Clapiers / Jacou ;
- 23 : Gare routière ↔ Prades-le-Lez ;
- 24 : Gare routière ↔ Grabels ;
- 25 : Gare routière ↔ Juvignac ;
- 26 : Gare routière ↔ Saint-Jean-de-Védas ;
- 27 : Gare routière ↔ Maurin ;
- 28 : Gare routière ↔ Pérols / Palavas ;
- 29 : Gare routière ↔ Baillargues.

Entre septembre 1992 et octobre 1994, le second axe prioritaire est mis en service, permettant notamment à la ligne 2 d'être prolongée à la faculté de droit et de sciences économiques dans l'actuel quartier Port-Marianne. Une seconde ligne de Petitbus, le circuit bleu, vient compléter le circuit existant qui reprend la couleur verte en décembre 1994 mais est supprimé en 1996.
En août 1997, les travaux du nouveau tramway de Montpellier débutent et entrainent de nombreuses déviation des lignes de bus, tout particulièrement à partir de septembre 1998 avec la fermeture totale de l'axe prioritaire entre la gare et Antigone.

### La première ligne de tramway

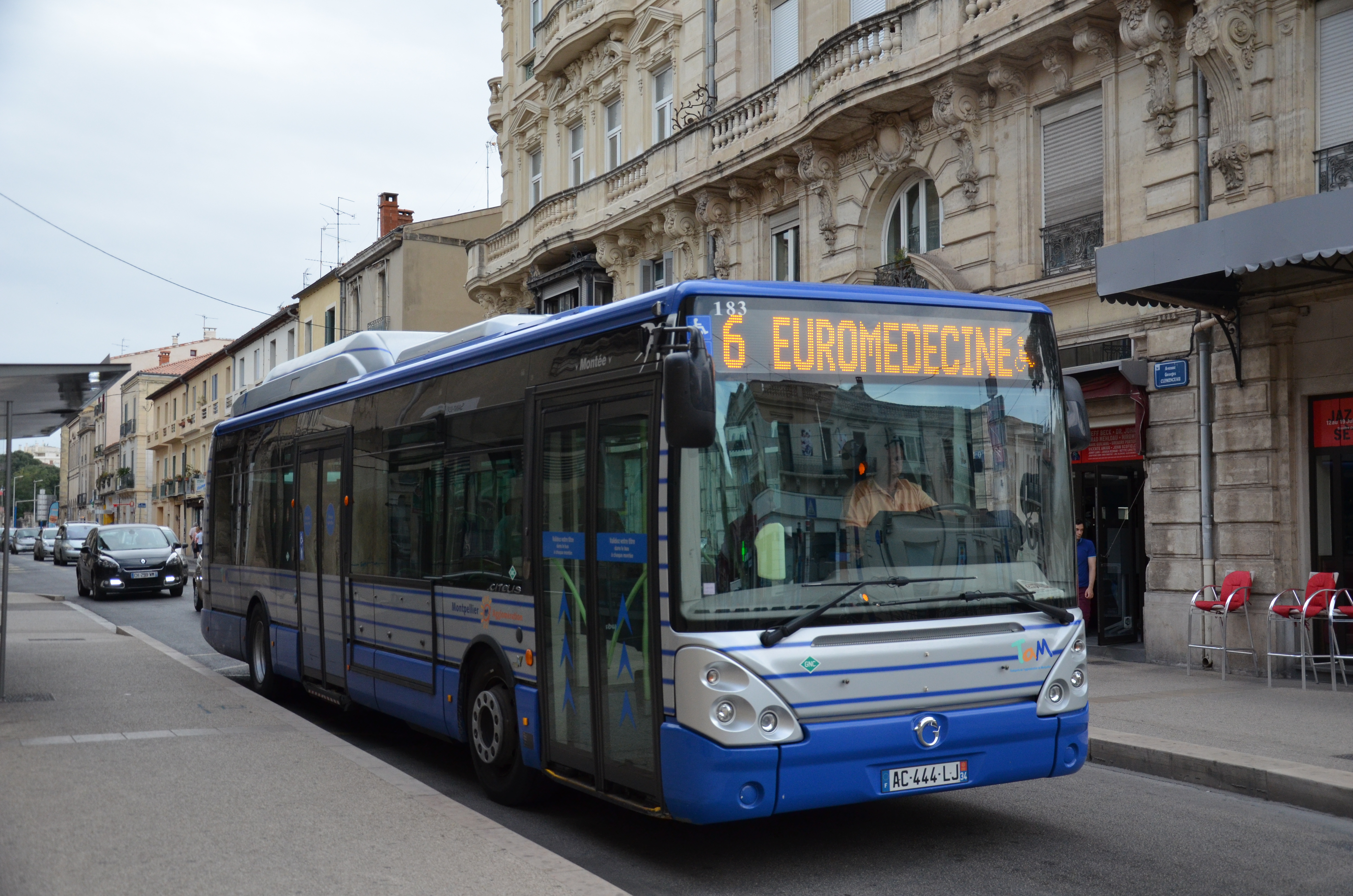
Un bus de la ligne 6, à son arrêt Saint-Denis.

En 2000, la SMTU devient les transports de l'agglomération de Montpellier (TaM) en prévision de la mise en service de la ligne 1 du tramway. Les bus sont repeint en bleu et gris rayé de bleu, les premiers véhicules avec cette décoration sont mis en service en mai 2000, en l'occurrence les premiers Renault Agora au gaz naturel pour véhicules.
Le 3 juillet 2000, le tramway est mis en service et le réseau de bus est restructuré comme suit :
- 1 : Renommée ligne 15, l'indice 1 étant repris par le tramway ;
- 2 : Supprimée et remplacée par la ligne 1 du tramway ;
- 3 : Renommée ligne 16 ;
- 4 : Prolongée du Palais des sports aux Bouisses ;
- 5 : Réduite au trajet Gare ↔ Garosud / Mas de Bagnères ;
- 6 : Réduite au tronçon Pas du Loup ↔ Prof J. Blayac ;
- 7 : Terminus Saint-Priest reporté à Celleneuve :
- 8 : Inchangée ;
- 9 : Reprise de la desserte d'Aiguelongue à la suite de la suppression du 11, desserte de la Paillade reprise par le 7 ;
- 10 - La Ronde : Création d'une ligne circulaire effectuant le tour de la ville, l'ancienne ligne 10 est supprimée ;
- 11 : Supprimée ;
- 12 : Inchangée ;
- 13 - La navette : Création de la ligne pour desservir Agropolis à la suite de la réduction des trajets des lignes 5 et 6 ;
- 14 : Limité au tronçon Gare ↔ Mosson, la ligne fut rapidement supprimée en raison d'une baisse de fréquentation ;
- 15 : Nouvel indice de la ligne 1 ;
- 16 : Nouvel indice de la ligne 3, reliant Tournézy à Euromédecine ;
- 17 : Inchangée ;
- 18 : Suppression de la section Gare routière ↔ Port Marianne ;
- 19 : Nouvelle ligne Corum ↔ Clapiers ;
- 20 : Inchangée ;
- 21 : Suppression de la section Gare routière ↔ Corum ;
- 22 : Suppression de la section Gare routière ↔ Léon Blum ;
- 23 : Suppression de la section Gare routière ↔ Occitanie ;
- 24 : Suppression de la section Gare routière ↔ Occitanie ;
- 25 : Inchangée ;
- 26 : Inchangée ;
- 27 : Inchangée ;
- 28 : Suppression de la section Gare routière ↔ Port Marianne ;
- 29 : Suppression de la section Gare routière ↔ Odysseum ;
- 30 : Nouvelle ligne Léon Blum ↔ Le Crès ;
- Petitbus : réorganisé sur les circuits Beaux-Arts - Centre-ville - Figuerolles et Corum - Boutonnet.

Les bus de la « Ronde » voient le bleu habituel de la livrée remplacé par du rouge. La ligne 15 perd ses bus articulés au motif de la lutte contre la fraude malgré sa forte charge.
En août 2001 et face à une fréquentation plus faible qu'attendue, le Petitbus et le tronçon Les Bouisses-Odysséum de la Ronde sont supprimés, la ligne 5 ne dessert plus Garosud en complément de la ligne 27 et la ligne 4 est scindée deux : la ligne 4 (Gare - Castelnau) et la ligne 11 (Gare - Les Bouisses). Le Rabelais est réduit au rôle de Navette entre Mosson et le Mas de Bagnères.
En octobre 2001, la ligne de nuit « L'Amigo » est créée, elle dessert les boîtes de nuit de l'avenue de la mer et de Lattes de minuit à 5 heures du matin. En décembre 2002 deux lignes sont rabattues sur le tram et perdent leur terminus à la gare : la ligne 4 en terminus au Corum et la ligne 17 limitée à Port-Marianne. Le mois suivant, la ligne 18 est prolongée de Lattes à Maurin, créant une liaison intercommunale.
En 2003, la communauté d'agglomération Montpellier Agglomération (actuelle Montpellier Méditerranée Métropole), qui a remplacé le district le 1er août 2001, passe de 15 à 38 communes le 1er janvier 2002. Début 2003, les quatre nouvelles lignes départementales intégralement dans le périmètre deviennent des lignes TAM, les autres bénéficient de l'intégration tarifaire : 
- 31 : Montpellier ↔ Saint-Aunès (ex-125) ;
- 32 : Montpellier ↔ Villeneuve-lès-Maguelone (ex-122) ;
- 33 : Montpellier ↔ Fabrègues (ex-104) ;
- Navette Aéroport (ex-120).

Le 1er janvier 2004, six communes quittent l'agglomération qui repasse à 32 communes (Mauguio, La Grande-Motte, Saint-Aunès, Saint-Clément-de-Rivière, Saint-Gély-du-Fesc et Teyran) provoquant le retour dans le giron départemental de la ligne 31 et de la navette aéroport. Le mois suivant, le numéro 31 est attribué à une nouvelle ligne reliant le Corum à Castries et Beaulieu et la ligne 34 entre la Mosson et Cournonsec voit le jour, ces deux lignes complètent l'offre d'Hérault Transport. Le 1er janvier 2025 l'agglomération perd une nouvelle commune, Palavas-les-Flots provoquant la suppression de la ligne 17.
Entre août 2004 et août 2006, une nouvelle navette de centre-ville reprenant le nom « Guillem » a existé à la suite de la piétonnisation totale de l'Écusson ; malgré trois trajets différents au fil des ans, la ligne est supprimée faute de fréquentation. Dans le même temps, les travaux de la ligne 2 du tramway impactent à leur tour la circulation des bus.

### La seconde ligne de tramway
Avec l'arrivée de la ligne 2 de tramway inaugurée le 16 décembre 2006 le réseau est restructuré, lors de sa mise en service commerciale le 8 janvier 2007 :
- 4 : Remplacée par la ligne 2 du tramway et la 35
- 5 : Remplacée par la ligne 2 du tramway, numéro repris par la nouvelle ligne Boutonnet ↔ Aiguelongue (ancienne partie de la ligne 9)
- 6 : Inchangée
- 7 : Inchangée
- 8 : Gare ↔ La Rauze
- 9 : Suppression de la section Aiguelongue ↔ Place de l'Europe (repris par la 5) et reprise du tronçon Grammont ↔ Place de l'Europe de la ligne 12
- La Ronde : Place de France ↔ Garosud (Changement de parcours)
- 11 : Inchangée
- 12 : Gare ↔ Garosud (en partie remplacée par la 12 et remplace en partie la 27)
- La Navette : Inchangée
- 14 : Nouvelle ligne Léon Blum ↔ Saint Maur (remplace une partie de la ligne 8)
- 15 : Inchangée
- 16 : Inchangée
- 18 : Prolongement de Port-Marianne à Place de l'Europe et de Maurin à Sabines
- 20 : Devient une ligne interne à Saint-Jean-de-Védas rabattue sur la ligne 2
- 21 : Suppression de la section Corum ↔ Notre-Dame de Sablassou
- 22 : Devient une ligne de rocade Saint-Éloi ↔ Clapiers ↔ Jacou
- 23 : Inchangée
- 24 : Inchangée
- 25 : Inchangée
- 26 : Supprimée
- 27 : Supprimée
- 28 : Prolongement de Port-Marianne à Place de l'Europe
- 29 : Suppression de la section Odysseum ↔ Notre-Dame de Sablassou
- 30 : Suppression de la section Léon Blum ↔ Notre-Dame de Sablassou
- 31 : Suppression de la section Corum ↔ Notre-Dame de Sablassou
- 32 : Suppression de la section Gare routière ↔ Saint-Cléophas
- 33 : Suppression de la section Gare routière ↔ Saint-Jean-de-Védas et création d'une desserte de Saussan
- 34 : Inchangée
- 35 : Nouvelle ligne reprenant la desserte interne de Castelnau-le-Lez de l'ancienne ligne 4
- Le Rabelais : Remplacé par les lignes 2 et 15

Le 26 février 2007, le réseau est à nouveau ajusté, la ligne 14 est revue pour desservir la Pompignane et la ligne 36 voit le jour entre Castelnau-le-Lez, Clapiers, Castries, Saint-Drézéry et Montaud. En décembre 2007, un nouveau service voit le jour, le « Minibus du soir », un service de transport à la demande en soirée au départ d'une station de tramway et à destination des arrêts des communes desservies, Lattes et Pérols.
Le 1er septembre 2008, c'est au tour de la ligne 37 de voir le jour entre la place de l'Europe et Notre-Dame de Sablassou en desservant la zone d'activités Eurêka.
Le minibus du soir est étendu le 1er janvier 2010 à Cournonsec, Cournonterral, Juvignac, Lavérune, Murviel-lès-Montpellier, Pignan et Saint-Georges-d'Orques, suivis le 15 mars par Baillargues, Castries et Vendargues et le 3 juillet, la ligne 109 d'Hérault Transport (Montpellier - Lavérune - Pignan - Cournonterral - Cournonsec) est intégrée en tant que ligne 38. Le 31 août 2011, la ligne 14 est à nouveau modifiée à la Pompignane et une nouvelle ligne 17 relie les Sabines au quartier Estanove dont le cœur est mal desservi. Deux jours avant, le minibus du soir est étendu à Clapiers, Montferrier-sur-Lez et Prades-le-Lez et la ligne 35 est exploitée sur réservation dans le cadre du nouveau service « Résa'TaM » face à la faible fréquentation de la ligne.
Entre 2008 et 2012, les travaux des lignes 3 et 4 du tramway entrainent des déviations et des changements notables comme la ligne 12 limitée à Saint-Martin au lieu des Prés d'Arènes.

### Les lignes 3 et 4 du tramway
Les lignes 3 et 4 du tramway sont mises en service commercialement le 7 avril 2012 et s'accompagnent à nouveau d'une refonte du réseau de bus :
- 6 : Section Gare Saint-Roch ↔ Professeur Blayac reprise par la ligne 3, la ligne reprend le tronçon Gare ↔ Euromédecine de la ligne 16 ;
- 7 : Desserte des Hauts de Massane, suppression de la branche des Bouisses et création d'une branche pour Celleneuve ;
- 8 : Suppression du tronçon Cité de l'Arme ↔ La Rauze ;
- 11 : Itinéraire inchangé ;
- 12 : Desserte de Saint-Martin reprise par la ligne 4 ;
- 15 : Remplacée par la ligne 3 ;
- 16 : Limitée au tronçon Gare ↔ Tournézy ;
- 18 : Suppression de la section Place de l'Europe ↔ Lattes ;
- 20 : Exploitation sur réservation (Résa'TaM) ;
- 22 : Ligne simplifiée à Jacou, la desserte fine est reprise par la nouvelle ligne 39 ;
- 25 : Nouvel itinéraire à Juvignac ;
- 28 : Devient une ligne interne à Pérols et exploitation sur réservation (Résa'TaM) ;
- 32 : Suppression de la section Saint-Cléophas ↔ Garcia Lorca ;
- 36 : Exploitation sur réservation (Résa'TaM) ;
- 39 : Exploitation sur réservation (Résa'TaM).

Le 7 juillet 2012 à la suite des plaintes des habitants du quartier Saint-Clément après la suppression d'un tronçon de la ligne 6, la ligne 5 est prolongée à Celleneuve et change de numéro pour devenir la 10, la branche Celleneuve de la ligne 7 est supprimée au profit de celle des Bouisses qui est recréé ; la Ronde change de numéro interne et passe du 10 au 15. Le 15 septembre suivant, le tronçon Hôtel du département ↔ Pierre de Coubertin de la ligne 7 est scindé en une ligne à part entière, la 19 et dans le même temps la 12 retrouve son ancien terminus dans le quartier Saint-Martin.
Le 2 septembre 2013, la ligne 41 est créée pour desservir la clinique du par à Castelnau-le-Lez depuis le tramway. Le 6 janvier 2014, la nouvelle ligne 26, exploitée en Résa'TaM, reprend la desserte interne de Montferrier-sur-Lez à la ligne 23, la ligne 27 est créée pour desservir Sussargues en complément de la ligne 31 et la ligne 40 voit le jour pour Saint-Georges-d'Orques qui n'avait qu'une desserte par cars départementaux ; les lignes 27, 31 et 40 sont exploitées en Résa'TaM.
Le 31 août 2015, les lignes 11 et 15 fusionnent pour former une unique ligne 11 (Les Bouisses - Tournezy), la ligne 42 (sur réservation Résa'TaM) est créée pour desservir Murviel-lès-Montpellier et la ligne 40 devient régulière toute la journée ; la ligne départementale 117 est par conséquent supprimée.
Fin 2015, les Transports de l'agglomération de Montpellier ont vendu des Renault PR 112 et PR 100.2 qui ont depuis rejoint le Portugal ainsi que 4 Renault R312 qui ont rejoint la Pologne. Cette vente s'inscrit dans le cadre de la radiation du parc roulant des bus à motorisation Diesel pour des moteurs GNV entamée en 2000. Le service de nuit L'Amigo est modifié en 2015 puis en 2017.
Depuis l'aménagement de la promenade du Peyrou, par temps de pluie, le trafic des bus des lignes 6 et 7 était dévié entre les arrêts Saint-Guilhem - Courreau et Doria. Face à l'ensemble des désagréments, il a été décidé fin 2017 de modifier pendant un certain temps le tracé des lignes dans ce secteur. Ainsi, jusqu'à nouvel ordre, dans le sens Euromédecine / Hôtel du Département, les bus passent sous le pont Vialleton et ne desservent pas l'arrêt situé Rue Pitot. Dans le sens inverse, les lignes 6 et 7 desservent deux nouveaux arrêts : Auguste Broussonnet et Albert Ier - Cathédrale, ce qui permet d'assurer les correspondances entre les lignes 1 et 4 de tramway. Ensuite, les bus remontent dans ce sens le boulevard Henri IV pour rejoindre le pont Vialleton.
Le 7 juillet 2018 et face au retard du prolongement de la ligne 1 à la nouvelle gare de Montpellier-Sud de France, une navette est créée entre cette dernière et la station de tramway Place de France.

### Les années 2020
Le 2 septembre 2019 plusieurs modifications sont faites, les dernières majeures avant l'arrivée de la 5e ligne de tramway,, : 
- 9 : scindée en trois lignes 9 (circulaire Place de l'Europe via Eurêka et Odysseum), 16 (Port-Marianne - Charles de Gaulle) et 52 (Place de France - Grammont) ;
- « La Ronde » devient la ligne 15 (numéro auparavant interne) et perd son tronçon Charles de Gaulle-Odysséum ;
- 20 : trajet complètement revu et exploitée sans horaires sur réservation ;
- 21 : prolongée de Vendargues à la gare de Baillargues ;
- 22 : fusion avec la ligne 39 ;
- 23 : modifiée pour mieux desservir Montferrier-sur-Lez ;
- 26 : exploitée sans horaires sur réservation ;
- 27 : dessert Montaud et Saint-Drézéry à la place de la ligne 36 ;
- 29 : suppression du tronçon entre Notre-Dame de Sablassou et la gare de Baillargues ;
- 31 : desserte la gare de Baillargues ;
- 33 : ne dessert plus Saussan ;
- 26 : limitée à la section entre Castelnau-le-Lez et Jacou ;
- 37 : devient la ligne 51 ;
- 43 : nouvelle ligne entre Saint-Jean-de-Védas, Fabrègues, Saussan et Pignan ;
- 44 : nouvelle ligne interne à Villeneuve-les-Maguelone pour relier le bourg à la gare ;
- 46 : nouvelle ligne régulière entre Notre-Dame de Sablassou, Vendargues et Castries ;
- Minibus du soir : étendu à toutes les communes non desservies par le tramway.

Le 6 janvier 2020, la ligne 20 est prolongée jusqu'à Saint-Jean-le-Sec, le tronçon Castelnau-Jacou de la ligne 27 est supprimé, les lignes 22 et Navette partent de l'Université et non plus de Saint-Éloi. Le 24 février, le réseau est à nouveau modifié, : le tronçon Charles de Gaulle-Odysséum de la ligne 15 est rétabli et celui entre Sabines et Saint-Cléophas devient la ligne 53, les lignes 21 et 29 fusionnent, la ligne 44 dessert un nouveau quartier à Villeneuve et les arrêts à Odysséum sont revus.
À l'occasion des travaux de la ligne 5 de tramway sur l'Avenue Georges Clemenceau, plusieurs modifications ont lieu le 25 juin 2022 :
- les lignes 6 et 7, passées Peyrou - Arc de Triomphe ne desservent plus leurs branches sud, remplacées par les lignes 17 et 11 respectivement, la 17 est prolongée à la gare ;
- la ligne 15 ne dessert plus le cœur du quartier Ovalie ;
- Le faubourg de Figuerolles perd toute desserte en bus.

Le 22 août 2022, le nouveau plan de circulation aux Prés d'Arènes provoque la suppression de la ligne 12, en partie compensée le 24 octobre suivant par un prolongement de la ligne 8 à Centrayrargues.
Le 6 mars 2023, la desserte du coeur du quartier Ovalie est rétabli avec la mise en place de la « navette Ovalie » au départ des Sabines. En mai 2023, les lignes 6 et 7 voient leur terminus reporté à Doria, au pied des Arceaux ; d'abord temporaire cette desserte devient officielle en février 2024.
Le 23 mai 2025, la première ligne du Bustram de Montpellier (ligne A) est mise en service, elle remplace la ligne 51 et occasionne la refonte des lignes 9 et 14 qui fusionnent en une unique ligne 14 reliant Léon Blum à la place de l'Europe par Odysseum, la ligne A reprenant également le tronçon de la ligne 9 commun avec l'ancienne ligne 51.

## Lignes du réseau

### Lignes urbaines
| Ligne | Caractéristiques | Caractéristiques                 | Caractéristiques                 | Caractéristiques                 | Caractéristiques                            | Caractéristiques                              | Caractéristiques                         | Caractéristiques                 | Caractéristiques                 |
| 6     | 6 | 6                                | 6                                | 6                                | 6                                           | 6                                             | 6                                        | 6                                | 6                                |
| 6     | Paladilhe / Doria ⥋ Euromédecine | Paladilhe / Doria ⥋ Euromédecine | Paladilhe / Doria ⥋ Euromédecine | Paladilhe / Doria ⥋ Euromédecine | Paladilhe / Doria ⥋ Euromédecine            | Paladilhe / Doria ⥋ Euromédecine              | Paladilhe / Doria ⥋ Euromédecine         | Paladilhe / Doria ⥋ Euromédecine | Paladilhe / Doria ⥋ Euromédecine |
| ----- | --- | -------------------------------- | -------------------------------- | -------------------------------- | ------------------------------------------- | --------------------------------------------- | ---------------------------------------- | -------------------------------- | -------------------------------- |
| 6     | Ouverture / Fermeture années 1970 / — | Longueur —                       | Durée —                          | Nb. d’arrêts 26                  | Matériel Citelis 12 GNV Urbanway 12 GNV     | Jours de fonctionnement L, Ma, Me, J, V, S, D | Jour / Soir / Nuit / Fêtes O / O / N / O | Voy. / an —                      | Dépôt Les Hirondelles            |
| 6     | Desserte : Montpellier - Pôles d'échanges : Occitanie • Euromédecine - Principaux arrêts desservis : Albert 1er - Cathédrale • Peyrou Arc de Triomphe • Alco • Château d'Ô • Val d'Aurelle • Euromedédecine                                                                            |                                  |                                  |                                  |                                             |                                               |                                          |                                  |                                  |
| 6     | Autre : En raison des travaux de voirie rues Auguste Broussonnet et du Professeur Henri Serre, la ligne 6 est limité à Paladilhe / Doria |                                  |                                  |                                  |                                             |                                               |                                          |                                  |                                  |
| 6     | Dernière actualisation : — |                                  |                                  |                                  |                                             |                                               |                                          |                                  |                                  |
| 7     | 7 | 7                                | 7                                | 7                                | 7                                           | 7                                             | 7                                        | 7                                | 7                                |
| 7     | Hôtel du Département ⥋ Doria |                                  |                                  |                                  |                                             |                                               |                                          |                                  |                                  |
| 7     | Ouverture / Fermeture années 1970 / — | Longueur —                       | Durée —                          | Nb. d’arrêts 17                  | Matériel Citelis 12 GNV Urbanway 12 GNV     | Jours de fonctionnement L, Ma, Me, J, V, S, D | Jour / Soir / Nuit / Fêtes O / O / N / O | Voy. / an —                      | Dépôt Les Hirondelles            |
| 7     | Desserte : Montpellier - Pôles d'échanges : Aucun - Principaux arrêts desservis : Hôtel du Département • Lycée Jean Monnet • Château d'Ô • Albert 1er - Cathédrale • Peyrou Arc de Triomphe                                                                                            |                                  |                                  |                                  |                                             |                                               |                                          |                                  |                                  |
| 7     | Autre : En raison des travaux de voirie rues Auguste Broussonnet et du Professeur Henri Serre, la ligne 7 est limité à Doria |                                  |                                  |                                  |                                             |                                               |                                          |                                  |                                  |
| 7     | Dernière actualisation : — |                                  |                                  |                                  |                                             |                                               |                                          |                                  |                                  |
| 8     | 8 | 8                                | 8                                | 8                                | 8                                           | 8                                             | 8                                        | 8                                | 8                                |
| 8     | Centrayrargues ⥋ Gare Saint-Roch |                                  |                                  |                                  |                                             |                                               |                                          |                                  |                                  |
| 8     | Ouverture / Fermeture années 1970 / — | Longueur ? km                    | Durée 13 minutes min             | Nb. d’arrêts 10/13               | Matériel Urbanway 12 GNV                    | Jours de fonctionnement L, Ma, Me, J, V, S, D | Jour / Soir / Nuit / Fêtes O / N / N / O | Voy. / an —                      | Dépôt La Jeune Parque            |
| 8     | Desserte : Montpellier - Pôles d'échanges : Gare Saint-Roch - Principaux arrêts desservis : Gare Saint Roch - Pont de Sète • ← Cité Mion • → Hélios • Collège des Aiguerelles • Centrayrargues                                                                                         |                                  |                                  |                                  |                                             |                                               |                                          |                                  |                                  |
| 8     | Autre : |                                  |                                  |                                  |                                             |                                               |                                          |                                  |                                  |
| 8     | Dernière actualisation : — |                                  |                                  |                                  |                                             |                                               |                                          |                                  |                                  |
| 10    | 10 | 10                               | 10                               | 10                               | 10                                          | 10                                            | 10                                       | 10                               | 10                               |
| 10    | Aiguelongue (Jussieu) ⥋ Celleneuve |                                  |                                  |                                  |                                             |                                               |                                          |                                  |                                  |
| 10    | Ouverture / Fermeture 7 juillet 2012 / — | Longueur 11 km                   | Durée 31 à 32 min                | Nb. d’arrêts 39                  | Matériel Citelis 12 GNV Urbanway 12 GNV     | Jours de fonctionnement L, Ma, Me, J, V, S, D | Jour / Soir / Nuit / Fêtes O / N / N / O | Voy. / an —                      | Dépôt Les Hirondelles            |
| 10    | Desserte : Montpellier - Pôles d'échanges : Saint-Éloi • Aiguelongue - Principaux arrêts desservis : Aiguelongue (Jussieu) • Aigulongue • Saint-Éloi • Paladilhe • Le Petit Bard • Celleneuve                                                                                          |                                  |                                  |                                  |                                             |                                               |                                          |                                  |                                  |
| 10    | Autre : |                                  |                                  |                                  |                                             |                                               |                                          |                                  |                                  |
| 10    | Dernière actualisation : — |                                  |                                  |                                  |                                             |                                               |                                          |                                  |                                  |
| 11    | 11 | 11                               | 11                               | 11                               | 11                                          | 11                                            | 11                                       | 11                               | 11                               |
| 11    | La Martelle ⥋ Tournezy |                                  |                                  |                                  |                                             |                                               |                                          |                                  |                                  |
| 11    | Ouverture / Fermeture septembre 2006 / — | Longueur —                       | Durée —                          | Nb. d’arrêts 34                  | Matériel Urbanway 12 GNV                    | Jours de fonctionnement L, Ma, Me, J, V, S, D | Jour / Soir / Nuit / Fêtes O / O / N / O | Voy. / an —                      | Dépôt La Jeune Parque            |
| 11    | Desserte : Montpellier - Pôles d'échanges : Gare Saint-Roch • Garcia Lorca - Principaux arrêts desservis : La Martelle • Croix des Rosiers • Lycée Jules Ferry • Rondelet • Gare Saint Roch • Gare Saint Roch Pont de Sète • ← Place Carnot • Garcia Lorca • Mas Argelliers • Tournezy |                                  |                                  |                                  |                                             |                                               |                                          |                                  |                                  |
| 11    | Autre : |                                  |                                  |                                  |                                             |                                               |                                          |                                  |                                  |
| 11    | Dernière actualisation : — |                                  |                                  |                                  |                                             |                                               |                                          |                                  |                                  |
| 13    | — La Navette | — La Navette                     | — La Navette                     | — La Navette                     | — La Navette                                | — La Navette                                  | — La Navette                             | — La Navette                     | — La Navette                     |
| 13    | (Circulaire) Universités des Sciences et Lettres ⥋ via Agropolis |                                  |                                  |                                  |                                             |                                               |                                          |                                  |                                  |
| 13    | Ouverture / Fermeture 30 juin 2000 / — | Longueur 7,1 km                  | Durée 21 min                     | Nb. d’arrêts 16                  | Matériel Citelis 12 GNV Urbanway 12 GNV     | Jours de fonctionnement L, Ma, Me, J, V, S, D | Jour / Soir / Nuit / Fêtes O / O / N / O | Voy. / an —                      | Dépôt Les Hirondelles            |
| 13    | Desserte : Montpellier - Pôles d'échanges : Saint-Éloi - Principaux arrêts desservis : Fac de Lettres • Vert Bois • Zoo • Agropolis • Plan des 4 Seigneurs • Université des Sciences et des Lettres                                                                                    |                                  |                                  |                                  |                                             |                                               |                                          |                                  |                                  |
| 13    | Autre : En soirée (à partir de 21h), les arrêts École d'Architecture, Maurice Chauvet, Pic Saint-Loup, Plan des 4 Seigneurs, Hortus et Frédéric Bazille, ne sont pas desservis. |                                  |                                  |                                  |                                             |                                               |                                          |                                  |                                  |
| 13    | Dernière actualisation : — |                                  |                                  |                                  |                                             |                                               |                                          |                                  |                                  |
| 14    | 14 | 14                               | 14                               | 14                               | 14                                          | 14                                            | 14                                       | 14                               | 14                               |
| 14    | Léon Blum ⥋ Place de l'Europe |                                  |                                  |                                  |                                             |                                               |                                          |                                  |                                  |
| 14    | Ouverture / Fermeture 8 janvier 2007 / — | Longueur —                       | Durée —                          | Nb. d’arrêts —                   | Matériel Urbanway 12 GNV                    | Jours de fonctionnement L, Ma, Me, J, V, S, D | Jour / Soir / Nuit / Fêtes O / N / N / O | Voy. / an —                      | Dépôt La Jeune Parque            |
| 14    | Desserte : Montpellier - Pôles d'échanges : Place de l'Europe • Place de France - Principaux arrêts desservis : N.C. |                                  |                                  |                                  |                                             |                                               |                                          |                                  |                                  |
| 14    | Autre : |                                  |                                  |                                  |                                             |                                               |                                          |                                  |                                  |
| 14    | Dernière actualisation : — |                                  |                                  |                                  |                                             |                                               |                                          |                                  |                                  |
| 15    | 15 | 15                               | 15                               | 15                               | 15                                          | 15                                            | 15                                       | 15                               | 15                               |
| 15    | Sabines ⥋ Place de France-Odysseum |                                  |                                  |                                  |                                             |                                               |                                          |                                  |                                  |
| 15    | Ouverture / Fermeture 2 septembre 2019 / — | Longueur 16,6 km                 | Durée 47 min                     | Nb. d’arrêts 46                  | Matériel Urbanway 12 GNV                    | Jours de fonctionnement L, Ma, Me, J, V, S, D | Jour / Soir / Nuit / Fêtes O / O / N / O | Voy. / an 2 416 000 (8 000/jour) | Dépôt La Jeune Parque            |
| 15    | Desserte : Montpellier - Pôles d'échanges : Charles de Gaulle • Saint-Éloi • Sabines - Principaux arrêts desservis : Odysseum ● Charles de Gaulle • Aiguelongue • Saint Éloi . Jean Calvin • Martellière • Les Bouisses • Sabines                                                      |                                  |                                  |                                  |                                             |                                               |                                          |                                  |                                  |
| 15    | Autre : |                                  |                                  |                                  |                                             |                                               |                                          |                                  |                                  |
| 15    | Dernière actualisation : — |                                  |                                  |                                  |                                             |                                               |                                          |                                  |                                  |
| 16    | 16 | 16                               | 16                               | 16                               | 16                                          | 16                                            | 16                                       | 16                               | 16                               |
| 16    | Charles de Gaulle ⥋ Port Marianne |                                  |                                  |                                  |                                             |                                               |                                          |                                  |                                  |
| 16    | Ouverture / Fermeture 2 septembre 2019 / — | Longueur 6,3 km                  | Durée 13-19 min                  | Nb. d’arrêts 15                  | Matériel Urbanway 12 GNV                    | Jours de fonctionnement L, Ma, Me, J, V, S, D | Jour / Soir / Nuit / Fêtes O / O / N / O | Voy. / an —                      | Dépôt La Jeune Parque            |
| 16    | Desserte : Montpellier - Pôles d'échanges : N.C. - Principaux arrêts desservis : Charles de Gaulle • Place de l'Europe • Port Marianne |                                  |                                  |                                  |                                             |                                               |                                          |                                  |                                  |
| 16    | Autre : |                                  |                                  |                                  |                                             |                                               |                                          |                                  |                                  |
| 16    | Dernière actualisation : — |                                  |                                  |                                  |                                             |                                               |                                          |                                  |                                  |
| 17    | 17 | 17                               | 17                               | 17                               | 17                                          | 17                                            | 17                                       | 17                               | 17                               |
| 17    | Gare Saint-Roch ⥋ Les Bouisses |                                  |                                  |                                  |                                             |                                               |                                          |                                  |                                  |
| 17    | Ouverture / Fermeture 29 août 2011 / — | Longueur —                       | Durée —                          | Nb. d’arrêts 20                  | Matériel Urbanway 12 GNV                    | Jours de fonctionnement L, Ma, Me, J, V, S, D | Jour / Soir / Nuit / Fêtes O / O / N / O | Voy. / an —                      | Dépôt —                          |
| 17    | Desserte : Montpellier - Pôles d'échanges : Gare Saint-Roch - Principaux arrêts desservis : Rondelet • Place du 8 Mai • Le Grand M • Pas du Loup • Paul Fajon |                                  |                                  |                                  |                                             |                                               |                                          |                                  |                                  |
| 17    | Autre : |                                  |                                  |                                  |                                             |                                               |                                          |                                  |                                  |
| 17    | Dernière actualisation : — |                                  |                                  |                                  |                                             |                                               |                                          |                                  |                                  |
| 19    | 19 | 19                               | 19                               | 19                               | 19                                          | 19                                            | 19                                       | 19                               | 19                               |
| 19    | Hôtel du Département ⥋ Pierre de Coubertin |                                  |                                  |                                  |                                             |                                               |                                          |                                  |                                  |
| 19    | Ouverture / Fermeture 15 septembre 2012 / — | Longueur 6 km                    | Durée 15 à 18 min                | Nb. d’arrêts 19                  | Matériel Citelis 12 GNV Urbanway 12 GNV     | Jours de fonctionnement L, Ma, Me, J, V, S, D | Jour / Soir / Nuit / Fêtes O / O / N / O | Voy. / an —                      | Dépôt Les Hirondelles            |
| 19    | Desserte : Montpellier - Pôles d'échanges : Hôtel du Département - Principaux arrêts desservis : Pierre de Coubertin • Hauts de Massane • Lycée Léonard de Vinci • Hôtel du Département                                                                                                |                                  |                                  |                                  |                                             |                                               |                                          |                                  |                                  |
| 19    | Autre : |                                  |                                  |                                  |                                             |                                               |                                          |                                  |                                  |
| 19    | Dernière actualisation : — |                                  |                                  |                                  |                                             |                                               |                                          |                                  |                                  |
| 50    | Navette Gare | Navette Gare                     | Navette Gare                     | Navette Gare                     | Navette Gare                                | Navette Gare                                  | Navette Gare                             | Navette Gare                     | Navette Gare                     |
| 50    | Place de France ⥋ Gare Montpellier Sud de France |                                  |                                  |                                  |                                             |                                               |                                          |                                  |                                  |
| 50    | Ouverture / Fermeture septembre 2018 / — | Longueur 2,7 km                  | Durée 5 min                      | Nb. d’arrêts 2                   | Matériel Irisbus Citelis 18 Urbanway 18 GNV | Jours de fonctionnement L, Ma, Me, J, V, S, D | Jour / Soir / Nuit / Fêtes O / N / N / O | Voy. / an —                      | Dépôt La Jeune Parque            |
| 50    | Desserte : Montpellier - Pôles d'échanges : Gare Montpellier Sud de France • Place de France - Principaux arrêts desservis : Gare Montpellier Sud de France • Place de France |                                  |                                  |                                  |                                             |                                               |                                          |                                  |                                  |
| 50    | Autre : La ligne est temporaire, l'extension de la ligne 1 de tramway étant destinée à la remplacer. |                                  |                                  |                                  |                                             |                                               |                                          |                                  |                                  |
| 50    | Dernière actualisation : — |                                  |                                  |                                  |                                             |                                               |                                          |                                  |                                  |
| 52    | 52 | 52                               | 52                               | 52                               | 52                                          | 52                                            | 52                                       | 52                               | 52                               |
| 52    | Grammont ⥋ Place de France-Odysseum |                                  |                                  |                                  |                                             |                                               |                                          |                                  |                                  |
| 52    | Ouverture / Fermeture 2 septembre 2019 / — | Longueur 3,7 km                  | Durée 8 min                      | Nb. d’arrêts 6                   | Matériel Urbanway 12 GNV                    | Jours de fonctionnement L, Ma, Me, J, V, S, D | Jour / Soir / Nuit / Fêtes O / N / N / O | Voy. / an —                      | Dépôt La Jeune Parque            |
| 52    | Desserte : Montpellier - Pôles d'échanges : Place de France - Principaux arrêts desservis : Grammont • Place de France |                                  |                                  |                                  |                                             |                                               |                                          |                                  |                                  |
| 52    | Autre : |                                  |                                  |                                  |                                             |                                               |                                          |                                  |                                  |
| 52    | Dernière actualisation : — |                                  |                                  |                                  |                                             |                                               |                                          |                                  |                                  |
| 53    | 53 | 53                               | 53                               | 53                               | 53                                          | 53                                            | 53                                       | 53                               | 53                               |
| 53    | Sabines ⥋ Saint-Cléophas |                                  |                                  |                                  |                                             |                                               |                                          |                                  |                                  |
| 53    | Ouverture / Fermeture 24 février 2020 / — | Longueur 4,1 km                  | Durée 11 min                     | Nb. d’arrêts 11                  | Matériel Iveco Urbanway 12 GNV              | Jours de fonctionnement L, Ma, Me, J, V, S, D | Jour / Soir / Nuit / Fêtes O / N / N / O | Voy. / an —                      | Dépôt La Jeune Parque            |
| 53    | Desserte : Montpellier - Pôles d'échanges : Sabines • Saint-Cléophas - Principaux arrêts desservis : Sabines • TAM • Saint-Cléophas |                                  |                                  |                                  |                                             |                                               |                                          |                                  |                                  |
| 53    | Autre : |                                  |                                  |                                  |                                             |                                               |                                          |                                  |                                  |
| 53    | Dernière actualisation : — |                                  |                                  |                                  |                                             |                                               |                                          |                                  |                                  |

### Lignes suburbaines
| Ligne | Caractéristiques | Caractéristiques          | Caractéristiques          | Caractéristiques          | Caractéristiques                                                 | Caractéristiques                              | Caractéristiques                         | Caractéristiques          | Caractéristiques                                                                                |
| 18    | 18 | 18                        | 18                        | 18                        | 18                                                               | 18                                            | 18                                       | 18                        | 18                                                                                              |
| 18    | Sabines ⥋ Lattes — Centre | Sabines ⥋ Lattes — Centre | Sabines ⥋ Lattes — Centre | Sabines ⥋ Lattes — Centre | Sabines ⥋ Lattes — Centre                                        | Sabines ⥋ Lattes — Centre                     | Sabines ⥋ Lattes — Centre                | Sabines ⥋ Lattes — Centre | Sabines ⥋ Lattes — Centre                                                                       |
| ----- | --- | ------------------------- | ------------------------- | ------------------------- | ---------------------------------------------------------------- | --------------------------------------------- | ---------------------------------------- | ------------------------- | ----------------------------------------------------------------------------------------------- |
| 18    | Ouverture / Fermeture 9 septembre 1982 / — | Longueur 9 km             | Durée 26 min              | Nb. d’arrêts 11           | Matériel GX 337 Citywide LF Ethanol Urbino 12                    | Jours de fonctionnement L, Ma, Me, J, V, S, D | Jour / Soir / Nuit / Fêtes O / N / N / O | Voy. / an —               | Dépôt Saint-Jean-de-Védas (Transdev Occitanie Littoral)                                         |
| 18    | Desserte : Montpellier, Lattes - Pôles d'échanges : Sabines • Lattes — Centre - Principaux arrêts desservis : Maurin — Crédit Agricole • Mairie |                           |                           |                           |                                                                  |                                               |                                          |                           |                                                                                                 |
| 18    | Autre : |                           |                           |                           |                                                                  |                                               |                                          |                           |                                                                                                 |
| 18    | Dernière actualisation : — |                           |                           |                           |                                                                  |                                               |                                          |                           |                                                                                                 |
| 20    | 20 | 20                        | 20                        | 20                        | 20                                                               | 20                                            | 20                                       | 20                        | 20                                                                                              |
| 20    | Saint-Jean-de-Védas — Saint-Jean-le-Sec/ Saint-Jean-de-Védas — Centre ⥋ Saint-Jean-de-Védas — La Fermaude |                           |                           |                           |                                                                  |                                               |                                          |                           |                                                                                                 |
| 20    | Ouverture / Fermeture années 1980 / — | Longueur 5,8 km           | Durée 27 min              | Nb. d’arrêts 19           | Matériel GX 337 Citywide LF Ethanol Citelis 12                   | Jours de fonctionnement L, Ma, Me, J, V, S, D | Jour / Soir / Nuit / Fêtes O / N / N / O | Voy. / an —               | Dépôt Saint-Jean-de-Védas (Transdev Occitanie Littoral)                                         |
| 20    | Desserte : Saint-Jean-de-Védas - Pôles d'échanges : Saint-Jean-de-Védas — Centre - Principaux arrêts desservis : Saint-Jean Le Sec • Saint-Jean-de-Védas — La Fermaude |                           |                           |                           |                                                                  |                                               |                                          |                           |                                                                                                 |
| 20    | Autre : |                           |                           |                           |                                                                  |                                               |                                          |                           |                                                                                                 |
| 20    | Dernière actualisation : — |                           |                           |                           |                                                                  |                                               |                                          |                           |                                                                                                 |
| 21    | 21 | 21                        | 21                        | 21                        | 21                                                               | 21                                            | 21                                       | 21                        | 21                                                                                              |
| 21    | Saint-Brès - Versant ⥋ Notre-Dame-de-Sablassou |                           |                           |                           |                                                                  |                                               |                                          |                           |                                                                                                 |
| 21    | Ouverture / Fermeture 9 septembre 1982 / — | Longueur 17 km            | Durée 49 à 56 min         | Nb. d’arrêts 34           | Matériel GX 327 GX 337 Crossway LE                               | Jours de fonctionnement L, Ma, Me, J, V, S, D | Jour / Soir / Nuit / Fêtes O / N / N / O | Voy. / an —               | Dépôt Castelnau-le-Lez (Transdev Occitanie Littoral)                                            |
| 21    | Desserte : Castelnau-le-Lez, Le Crès, Vendargues - Pôles d'échanges : Notre-Dame-de-Sablassou - Principaux arrêts desservis : Castelnau Z.A. • Poste • Vendargues — Paul Gauguin |                           |                           |                           |                                                                  |                                               |                                          |                           |                                                                                                 |
| 21    | Autre : |                           |                           |                           |                                                                  |                                               |                                          |                           |                                                                                                 |
| 21    | Dernière actualisation : — |                           |                           |                           |                                                                  |                                               |                                          |                           |                                                                                                 |
| 22    | 22 | 22                        | 22                        | 22                        | 22                                                               | 22                                            | 22                                       | 22                        | 22                                                                                              |
| 22    | Universités des Sciences et Lettres ⥋ Jacou - Collège Pierre Mendès France |                           |                           |                           |                                                                  |                                               |                                          |                           |                                                                                                 |
| 22    | Ouverture / Fermeture 9 septembre 1982 / — | Longueur 13 km            | Durée 23 min              | Nb. d’arrêts 28           | Matériel GX 327 GX 337 Urbino 12                                 | Jours de fonctionnement L, Ma, Me, J, V, S, D | Jour / Soir / Nuit / Fêtes O / N / N / O | Voy. / an —               | Dépôt Castelnau-le-Lez (Transdev Occitanie Littoral)                                            |
| 22    | Desserte : Montpellier, Clapiers, Jacou - Pôles d'échanges : Universités des Sciences et Lettres • Jacou - Principaux arrêts desservis : C.N.R.S. • Campus Agropolis • Agropolis • Médiathèque Albert Camus • Cap Alpha                                                                              |                           |                           |                           |                                                                  |                                               |                                          |                           |                                                                                                 |
| 22    | Autre : |                           |                           |                           |                                                                  |                                               |                                          |                           |                                                                                                 |
| 22    | Dernière actualisation : — |                           |                           |                           |                                                                  |                                               |                                          |                           |                                                                                                 |
| 23    | 23 | 23                        | 23                        | 23                        | 23                                                               | 23                                            | 23                                       | 23                        | 23                                                                                              |
| 23    | Occitanie ⥋ Prades-le-Lez — Moulin Neuf |                           |                           |                           |                                                                  |                                               |                                          |                           |                                                                                                 |
| 23    | Ouverture / Fermeture 9 septembre 1982 / — | Longueur 11 km            | Durée 21 min              | Nb. d’arrêts 19/35        | Matériel Citelis 12 Crossway LE Citaro Facelift Citaro C2 Hybrid | Jours de fonctionnement L, Ma, Me, J, V, S, D | Jour / Soir / Nuit / Fêtes O / N / N / O | Voy. / an —               | Dépôt Grabels (Keolis Courriers du Midi)                                                        |
| 23    | Desserte : Montpellier, Montferrier-sur-Lez, Prades-le-Lez - Pôles d'échanges : Occitanie - Principaux arrêts desservis : Campus Agropolis • Agropolis • Baillarguet • Mairie • Prades-le-Lez — Moulin Neuf                                                                                          |                           |                           |                           |                                                                  |                                               |                                          |                           |                                                                                                 |
| 23    | Autre : |                           |                           |                           |                                                                  |                                               |                                          |                           |                                                                                                 |
| 23    | Dernière actualisation : — |                           |                           |                           |                                                                  |                                               |                                          |                           |                                                                                                 |
| 24    | 24 | 24                        | 24                        | 24                        | 24                                                               | 24                                            | 24                                       | 24                        | 24                                                                                              |
| 24    | Grabels — Le Pradas ⥋ Grabels — La Valsière |                           |                           |                           |                                                                  |                                               |                                          |                           |                                                                                                 |
| 24    | Ouverture / Fermeture 9 septembre 1982 / — | Longueur 8,3 km           | Durée 19 min              | Nb. d’arrêts 18           | Matériel Citelis 12 Crossway LE Citaro Facelift Citaro C2 Hybrid | Jours de fonctionnement L, Ma, Me, J, V, S, D | Jour / Soir / Nuit / Fêtes O / N / N / O | Voy. / an —               | Dépôt Grabels (Keolis Courriers du Midi)                                                        |
| 24    | Desserte : Montpellier, Grabels - Pôles d'échanges : Euromédecine - Principaux arrêts desservis : Grabels — Le Pradas • Grabels Centre • Malbosc • Croix de Lavit • Grabels — La Valsière |                           |                           |                           |                                                                  |                                               |                                          |                           |                                                                                                 |
| 24    | Autre : |                           |                           |                           |                                                                  |                                               |                                          |                           |                                                                                                 |
| 24    | Dernière actualisation : — |                           |                           |                           |                                                                  |                                               |                                          |                           |                                                                                                 |
| 25    | 25 | 25                        | 25                        | 25                        | 25                                                               | 25                                            | 25                                       | 25                        | 25                                                                                              |
| 25    | Juvignac - Le Martinet ⥋ Juvignac — Courpouyran |                           |                           |                           |                                                                  |                                               |                                          |                           |                                                                                                 |
| 25    | Ouverture / Fermeture 9 septembre 1982 / — | Longueur 8,5 km           | Durée 20 min              | Nb. d’arrêts 22           | Matériel Crossway LE Citaro Facelift Citaro C2 Hybrid            | Jours de fonctionnement L, Ma, Me, J, V, S, D | Jour / Soir / Nuit / Fêtes O / N / N / O | Voy. / an —               | Dépôt Grabels (Keolis Courriers du Midi)                                                        |
| 25    | Desserte : Montpellier, Juvignac - Pôles d'échanges : Juvignac - Principaux arrêts desservis : Route de Saint-Georges • Hôtel de Ville • Hauts de Fontcaude • Juvignac — Le Martinet |                           |                           |                           |                                                                  |                                               |                                          |                           |                                                                                                 |
| 25    | Autre : |                           |                           |                           |                                                                  |                                               |                                          |                           |                                                                                                 |
| 25    | Dernière actualisation : — |                           |                           |                           |                                                                  |                                               |                                          |                           |                                                                                                 |
| 26    | 26 | 26                        | 26                        | 26                        | 26                                                               | 26                                            | 26                                       | 26                        | 26                                                                                              |
| 26    | Occitanie ⥋ Montferrier-sur-Lez — Cirad de Baillarguet / Montferrier-sur-Lez — Olympe |                           |                           |                           |                                                                  |                                               |                                          |                           |                                                                                                 |
| 26    | Ouverture / Fermeture 6 janvier 2014 / — | Longueur 10 km            | Durée 21 min              | Nb. d’arrêts 23           | Matériel Crossway LE Citaro Facelift Citaro C2 Hybrid            | Jours de fonctionnement L, Ma, Me, J, V, S, D | Jour / Soir / Nuit / Fêtes O / N / N / O | Voy. / an —               | Dépôt Grabels (Keolis Courriers du Midi)                                                        |
| 26    | Desserte : Montpellier, Montferrier-sur-Lez - Pôles d'échanges : Occitanie - Principaux arrêts desservis : Campus Agropolis • Agropolis • Chemin Neuf • La Grand Font • Cirad de Baillarguet |                           |                           |                           |                                                                  |                                               |                                          |                           |                                                                                                 |
| 26    | Autre : |                           |                           |                           |                                                                  |                                               |                                          |                           |                                                                                                 |
| 26    | Dernière actualisation : — |                           |                           |                           |                                                                  |                                               |                                          |                           |                                                                                                 |
| 30    | 30 | 30                        | 30                        | 30                        | 30                                                               | 30                                            | 30                                       | 30                        | 30                                                                                              |
| 30    | Le Crès — Jean Jaurès ⥋ Le Crès — Maumarin |                           |                           |                           |                                                                  |                                               |                                          |                           |                                                                                                 |
| 30    | Ouverture / Fermeture années 1990 / — | Longueur 7,8 km           | Durée 18 min              | Nb. d’arrêts 19           | Matériel GX 327 GX 337                                           | Jours de fonctionnement L, Ma, Me, J, V, S, D | Jour / Soir / Nuit / Fêtes O / N / N / O | Voy. / an —               | Dépôt Castelnau-le-Lez (Transdev Occitanie Littoral)                                            |
| 30    | Desserte : Castelnau-le-Lez, Le Crès - Pôles d'échanges : Via Domitia - Principaux arrêts desservis : Cimetière • Le Crès — Maumarin |                           |                           |                           |                                                                  |                                               |                                          |                           |                                                                                                 |
| 30    | Autre : |                           |                           |                           |                                                                  |                                               |                                          |                           |                                                                                                 |
| 30    | Dernière actualisation : — |                           |                           |                           |                                                                  |                                               |                                          |                           |                                                                                                 |
| 32    | 32 | 32                        | 32                        | 32                        | 32                                                               | 32                                            | 32                                       | 32                        | 32                                                                                              |
| 32    | Garcia Lorca ⥋ Saint-Jean-de-Védas — Saint-Jean le Sec |                           |                           |                           |                                                                  |                                               |                                          |                           |                                                                                                 |
| 32    | Ouverture / Fermeture 2003 / — | Longueur 20 km            | Durée 25 à 32 min         | Nb. d’arrêts 20/22        | Matériel Citelis 12                                              | Jours de fonctionnement L, Ma, Me, J, V, S, D | Jour / Soir / Nuit / Fêtes O / N / N / O | Voy. / an —               | Dépôt Villeneuve-lès-Maguelone (Autocars Bouladou)                                              |
| 32    | Desserte : Montpellier, Lattes, Villeneuve-lès-Maguelone Saint-Jean-de-Védas - Pôles d'échanges : Garcia Lorca, Saint-Jean-le-Sec - Principaux arrêts desservis : Chemin de Lattes • Boulevard des Écoles • Villeneuve-lès-Maguelone — Avenue de la Gare • Villeneuve-lès-Maguelone — Maison d'Arrêt |                           |                           |                           |                                                                  |                                               |                                          |                           |                                                                                                 |
| 32    | Autre : - Desserte de la Maison d'arrêt de Villeneuve-lès-Maguelone à certains services uniquement. |                           |                           |                           |                                                                  |                                               |                                          |                           |                                                                                                 |
| 32    | Dernière actualisation : — |                           |                           |                           |                                                                  |                                               |                                          |                           |                                                                                                 |
| 33    | 33 | 33                        | 33                        | 33                        | 33                                                               | 33                                            | 33                                       | 33                        | 33                                                                                              |
| 33    | Saint-Jean-de-Védas — Centre / Montpellier — Rondelet en heures de pointe ⥋ Fabrègues — Lou Paillas |                           |                           |                           |                                                                  |                                               |                                          |                           |                                                                                                 |
| 33    | Ouverture / Fermeture 2003 / — | Longueur 12 km            | Durée 17 à 20 min         | Nb. d’arrêts 22           | Matériel Citelis 12 Iveco Crossway                               | Jours de fonctionnement L, Ma, Me, J, V, S, D | Jour / Soir / Nuit / Fêtes O / N / N / O | Voy. / an —               | Dépôt Saint-Jean-de-Védas (Ginhoux Autocars)                                                    |
| 33    | Desserte : Montpellier, Saint-Jean-de-Védas, Fabrègues - Pôles d'échanges : Saint-Jean-de-Védas — Centre • Montpellier — Rondelet - Principaux arrêts desservis : Saint-Hubéry • École La Gardiole • Les Écoles • Fabrègues — Lou Paillas                                                            |                           |                           |                           |                                                                  |                                               |                                          |                           |                                                                                                 |
| 33    | Autre : |                           |                           |                           |                                                                  |                                               |                                          |                           |                                                                                                 |
| 33    | Dernière actualisation : — |                           |                           |                           |                                                                  |                                               |                                          |                           |                                                                                                 |
| 34    | 34 | 34                        | 34                        | 34                        | 34                                                               | 34                                            | 34                                       | 34                        | 34                                                                                              |
| 34    | Mosson ⥋ Cournonsec — Les Clavoux |                           |                           |                           |                                                                  |                                               |                                          |                           |                                                                                                 |
| 34    | Ouverture / Fermeture années 2000 / — | Longueur 17,5 km          | Durée 35 min              | Nb. d’arrêts 26           | Matériel Citywide LF Ethanol                                     | Jours de fonctionnement L, Ma, Me, J, V, S, D | Jour / Soir / Nuit / Fêtes O / N / N / O | Voy. / an —               | Dépôt Saint-Jean-de-Védas (Transdev Occitanie Littoral)                                         |
| 34    | Desserte : Montpellier, Saint-Georges-d'Orques, Pignan, Cournonterral, Cournonsec - Pôles d'échanges : Mosson - Principaux arrêts desservis : Stade • Médiathèque La Gare • Mairie • Cournonsec — Les Clavoux                                                                                        |                           |                           |                           |                                                                  |                                               |                                          |                           |                                                                                                 |
| 34    | Autre : |                           |                           |                           |                                                                  |                                               |                                          |                           |                                                                                                 |
| 34    | Dernière actualisation : — |                           |                           |                           |                                                                  |                                               |                                          |                           |                                                                                                 |
| 36    | 36 | 36                        | 36                        | 36                        | 36                                                               | 36                                            | 36                                       | 36                        | 36                                                                                              |
| 36    | Charles de Gaulle ⥋ Jacou — Collège Pierre Mendès France |                           |                           |                           |                                                                  |                                               |                                          |                           |                                                                                                 |
| 36    | Ouverture / Fermeture février 2007 / — | Longueur 6,3 km           | Durée 20 min              | Nb. d’arrêts 13           | Matériel GX 327 GX 337 Citaro Facelift                           | Jours de fonctionnement L, Ma, Me, J, V, S, D | Jour / Soir / Nuit / Fêtes O / N / N / O | Voy. / an —               | Dépôt Castelnau-le-Lez (Transdev Occitanie Littoral)                                            |
| 36    | Desserte : Castelnau-le-Lez, Clapiers, Jacou - Pôles d'échanges : Charles de Gaulle - Principaux arrêts desservis : Place de la Liberté • Clapiers — CAP Alpha |                           |                           |                           |                                                                  |                                               |                                          |                           |                                                                                                 |
| 36    | Autre : |                           |                           |                           |                                                                  |                                               |                                          |                           |                                                                                                 |
| 36    | Dernière actualisation : — |                           |                           |                           |                                                                  |                                               |                                          |                           |                                                                                                 |
| 38    | 38 | 38                        | 38                        | 38                        | 38                                                               | 38                                            | 38                                       | 38                        | 38                                                                                              |
| 38    | Rondelet ⥋ Cournonsec — Les Clavoux |                           |                           |                           |                                                                  |                                               |                                          |                           |                                                                                                 |
| 38    | Ouverture / Fermeture 5 juillet 2010 / — | Longueur 23 km            | Durée 51 à 54 min         | Nb. d’arrêts 27/45        | Matériel Citywide LF Ethanol                                     | Jours de fonctionnement L, Ma, Me, J, V, S, D | Jour / Soir / Nuit / Fêtes O / N / N / O | Voy. / an —               | Dépôt Saint-Jean-de-Védas (Transdev Occitanie Littoral)                                         |
| 38    | Desserte : Montpellier, Saint-Jean-de-Védas, Lavérune, Cournonterral, Cournonsec - Pôles d'échanges : Aucun - Principaux arrêts desservis : Rondelet • Les Serres • Médiathèque La Gare • Jardin d'Hélios • Stade • Mairie • Cournonsec — Les Clavoux                                                |                           |                           |                           |                                                                  |                                               |                                          |                           |                                                                                                 |
| 38    | Autre : - A certaines heures, des services directs relient Cournonsec à Rondelet sans desservir Pignan et Lavérune. |                           |                           |                           |                                                                  |                                               |                                          |                           |                                                                                                 |
| 38    | Dernière actualisation : — |                           |                           |                           |                                                                  |                                               |                                          |                           |                                                                                                 |
| 40    | 40 | 40                        | 40                        | 40                        | 40                                                               | 40                                            | 40                                       | 40                        | 40                                                                                              |
| 40    | Mosson ⥋ Saint-Georges-d'Orques — Zone Artisanale |                           |                           |                           |                                                                  |                                               |                                          |                           |                                                                                                 |
| 40    | Ouverture / Fermeture 6 janvier 2014 / — | Longueur 8 km             | Durée 21 min              | Nb. d’arrêts —            | Matériel Citywide LF Ethanol Urbino 12                           | Jours de fonctionnement L, Ma, Me, J, V, S, D | Jour / Soir / Nuit / Fêtes O / O / N / O | Voy. / an —               | Dépôt Saint-Jean-de-Védas (Transdev Occitanie Littoral)                                         |
| 40    | Desserte : Montpellier, Juvignac, Saint-Georges-d'Orques - Pôles d'échanges : Mosson - Principaux arrêts desservis : Mosson • Saint-Georges-d'Orques Gare • Zone Artisanale |                           |                           |                           |                                                                  |                                               |                                          |                           |                                                                                                 |
| 40    | Autre : |                           |                           |                           |                                                                  |                                               |                                          |                           |                                                                                                 |
| 40    | Dernière actualisation : — |                           |                           |                           |                                                                  |                                               |                                          |                           |                                                                                                 |
| 41    | 41 | 41                        | 41                        | 41                        | 41                                                               | 41                                            | 41                                       | 41                        | 41                                                                                              |
| 41    | Charles de Gaulle ⥋ Castelnau-le-Lez — Clinique du Parc |                           |                           |                           |                                                                  |                                               |                                          |                           |                                                                                                 |
| 41    | Ouverture / Fermeture 2 septembre 2013 / — | Longueur 1,6 km           | Durée 6 min               | Nb. d’arrêts —            | Matériel Master Sprinter City                                    | Jours de fonctionnement L, Ma, Me, J, V       | Jour / Soir / Nuit / Fêtes O / N / N / N | Voy. / an —               | Dépôt Castelnau-le-Lez (Transdev Occitanie Littoral)                                            |
| 41    | Desserte : Castelnau-le-Lez - Pôles d'échanges : Charles de Gaulle - Principaux arrêts desservis : Charles de Gaulle • Clinique du Parc |                           |                           |                           |                                                                  |                                               |                                          |                           |                                                                                                 |
| 41    | Autre : |                           |                           |                           |                                                                  |                                               |                                          |                           |                                                                                                 |
| 41    | Dernière actualisation : — |                           |                           |                           |                                                                  |                                               |                                          |                           |                                                                                                 |
| 43    | 43 | 43                        | 43                        | 43                        | 43                                                               | 43                                            | 43                                       | 43                        | 43                                                                                              |
| 43    | Saint-Jean-de-Védas — Centre ⥋ Pignan — La Bornière |                           |                           |                           |                                                                  |                                               |                                          |                           |                                                                                                 |
| 43    | Ouverture / Fermeture 2 septembre 2019 / — | Longueur 10,5 km          | Durée —                   | Nb. d’arrêts 15           | Matériel Citywide LF Ethanol Citelis 12 Iveco Crossway           | Jours de fonctionnement L, Ma, Me, J, V, S, D | Jour / Soir / Nuit / Fêtes O / N / N / O | Voy. / an —               | Dépôt Saint-Jean-de-Védas (Transdev Occitanie Littoral), Saint-Jean-de-Védas (Ginhoux Autocars) |
| 43    | Desserte : Saint-Jean-de-Védas, Fabrègues, Saussan, Pignan - Pôles d'échanges : Saint-Jean-de-Védas — Centre - Principaux arrêts desservis : Saint-Jean-de-Védas Centre |                           |                           |                           |                                                                  |                                               |                                          |                           |                                                                                                 |
| 43    | Autre : |                           |                           |                           |                                                                  |                                               |                                          |                           |                                                                                                 |
| 43    | Dernière actualisation : — |                           |                           |                           |                                                                  |                                               |                                          |                           |                                                                                                 |
| 44    | 44 | 44                        | 44                        | 44                        | 44                                                               | 44                                            | 44                                       | 44                        | 44                                                                                              |
| 44    | Villeneuve-lès-Maguelone — Gare ⥋ Villeneuve-lès-Maguelone — Arnel |                           |                           |                           |                                                                  |                                               |                                          |                           |                                                                                                 |
| 44    | Ouverture / Fermeture 2 septembre 2019 / — | Longueur —                | Durée 5,8 min             | Nb. d’arrêts 16           | Matériel —                                                       | Jours de fonctionnement L, Ma, Me, J, V       | Jour / Soir / Nuit / Fêtes O / N / N / O | Voy. / an —               | Dépôt Villeneuve-lès-Maguelone (Autocars Bouladou)                                              |
| 44    | Desserte : Villeneuve-lès-Maguelone - Pôles d'échanges : Villeneuve-lès-Maguelone — Gare - Principaux arrêts desservis : |                           |                           |                           |                                                                  |                                               |                                          |                           |                                                                                                 |
| 44    | Autre : |                           |                           |                           |                                                                  |                                               |                                          |                           |                                                                                                 |
| 44    | Dernière actualisation : — |                           |                           |                           |                                                                  |                                               |                                          |                           |                                                                                                 |
| 46    | 46 | 46                        | 46                        | 46                        | 46                                                               | 46                                            | 46                                       | 46                        | 46                                                                                              |
| 46    | Notre-Dame de Sablassou ⥋ Castries — Collège Les Pins |                           |                           |                           |                                                                  |                                               |                                          |                           |                                                                                                 |
| 46    | Ouverture / Fermeture 2 septembre 2019 / — | Longueur 8,5 km           | Durée 20 min              | Nb. d’arrêts 10           | Matériel GX 327 GX 337 Crossway LE                               | Jours de fonctionnement L, Ma, Me, J, V, S, D | Jour / Soir / Nuit / Fêtes O / N / N / O | Voy. / an —               | Dépôt Castelnau-le-Lez (Transdev Occitanie Littoral)                                            |
| 46    | Desserte : Castelnau-le-Lez, Le Crès, Vendargues et Castries - Pôles d'échanges : Notre-Dame de Sablassou - Principaux arrêts desservis : Notre-Dame de Sablassou |                           |                           |                           |                                                                  |                                               |                                          |                           |                                                                                                 |
| 46    | Autre : |                           |                           |                           |                                                                  |                                               |                                          |                           |                                                                                                 |
| 46    | Dernière actualisation : — |                           |                           |                           |                                                                  |                                               |                                          |                           |                                                                                                 |

### Lignes «Résa’TAM»
Ces lignes assurent une partie ou la totalité de leurs services sur réservation.
| Ligne | Caractéristiques | Caractéristiques           | Caractéristiques           | Caractéristiques           | Caractéristiques                       | Caractéristiques                              | Caractéristiques                         | Caractéristiques           | Caractéristiques                                      |
| 27    | 27 | 27                         | 27                         | 27                         | 27                                     | 27                                            | 27                                       | 27                         | 27                                                    |
| 27    | Jacou ⥋ Baillargues — Gare | Jacou ⥋ Baillargues — Gare | Jacou ⥋ Baillargues — Gare | Jacou ⥋ Baillargues — Gare | Jacou ⥋ Baillargues — Gare             | Jacou ⥋ Baillargues — Gare                    | Jacou ⥋ Baillargues — Gare               | Jacou ⥋ Baillargues — Gare | Jacou ⥋ Baillargues — Gare                            |
| ----- | --- | -------------------------- | -------------------------- | -------------------------- | -------------------------------------- | --------------------------------------------- | ---------------------------------------- | -------------------------- | ----------------------------------------------------- |
| 27    | Ouverture / Fermeture 6 janvier 2014 / — | Longueur —                 | Durée —                    | Nb. d’arrêts 22            | Matériel —                             | Jours de fonctionnement L, Ma, Me, J, V, S, D | Jour / Soir / Nuit / Fêtes O / N / N / O | Voy. / an —                | Dépôt N.C. (Ginhoux Voyages)                          |
| 27    | Desserte : Castelnau-le-Lez, Teyran, Montaud, Saint-Drézéry, Sussargues, Castries, Baillargues - Pôles d'échanges : Jacou - Principaux arrêts desservis : NC |                            |                            |                            |                                        |                                               |                                          |                            |                                                       |
| 27    | Autre : - Résa’TAM : La ligne est exploitée en transport à la demande. |                            |                            |                            |                                        |                                               |                                          |                            |                                                       |
| 27    | Dernière actualisation : — |                            |                            |                            |                                        |                                               |                                          |                            |                                                       |
| 28    | 28 | 28                         | 28                         | 28                         | 28                                     | 28                                            | 28                                       | 28                         | 28                                                    |
| 28    | Boirargues ⥋ Pérols — Cabanes de Pérols |                            |                            |                            |                                        |                                               |                                          |                            |                                                       |
| 28    | Ouverture / Fermeture années 1980 / — | Longueur —                 | Durée 15 min               | Nb. d’arrêts 11            | Matériel —                             | Jours de fonctionnement L, Ma, Me, J, V, S, D | Jour / Soir / Nuit / Fêtes O / N / N / O | Voy. / an —                | Dépôt N.C. (Ginhoux Voyages)                          |
| 28    | Desserte : Pérols - Pôles d'échanges : Parc Expo - Principaux arrêts desservis : Pérols Centre (Pérols - Étang de l'Or) • Pérols — Cabanes de Pérols |                            |                            |                            |                                        |                                               |                                          |                            |                                                       |
| 28    | Autre : - Résa’TAM : La ligne est exploitée en transport à la demande en heures creuses et en service régulier en heures de pointe. |                            |                            |                            |                                        |                                               |                                          |                            |                                                       |
| 28    | Dernière actualisation : — |                            |                            |                            |                                        |                                               |                                          |                            |                                                       |
| 31    | 31 | 31                         | 31                         | 31                         | 31                                     | 31                                            | 31                                       | 31                         | 31                                                    |
| 31    | Notre-Dame de Sablassou ⥋ Baillargues — Gare |                            |                            |                            |                                        |                                               |                                          |                            |                                                       |
| 31    | Ouverture / Fermeture 2004 / — | Longueur —                 | Durée 65 min               | Nb. d’arrêts 28            | Matériel —                             | Jours de fonctionnement L, Ma, Me, J, V, S, D | Jour / Soir / Nuit / Fêtes O / N / N / O | Voy. / an —                | Dépôt N.C. (Ginhoux Voyages)                          |
| 31    | Desserte : Castelnau-le-Lez, Le Crès, Vendargues, Sussargues, Castries, Saint-Geniès-des-Mourgues, Restinclières, Beaulieu, Baillargues - Pôles d'échanges : Notre-Dame de Sablassou - Principaux arrêts desservis : NC |                            |                            |                            |                                        |                                               |                                          |                            |                                                       |
| 31    | Autre : - Résa’TAM : La ligne est exploitée en transport à la demande toute la journée. |                            |                            |                            |                                        |                                               |                                          |                            |                                                       |
| 31    | Dernière actualisation : — |                            |                            |                            |                                        |                                               |                                          |                            |                                                       |
| 35    | 35 | 35                         | 35                         | 35                         | 35                                     | 35                                            | 35                                       | 35                         | 35                                                    |
| 35    | Castelnau-le-Lez — Charles de Gaulle ⥋ Castelnau-le-Lez — Les Aires / Aube Rouge |                            |                            |                            |                                        |                                               |                                          |                            |                                                       |
| 35    | Ouverture / Fermeture 8 janvier 2007 / — | Longueur —                 | Durée 16 à 18 min          | Nb. d’arrêts 24            | Matériel Master Sprinter City          | Jours de fonctionnement L, Ma, Me, J, V, S, D | Jour / Soir / Nuit / Fêtes O / N / N / O | Voy. / an —                | Dépôt N.C. (Ginhoux Voyages)                          |
| 35    | Desserte : Castelnau-le-Lez - Pôles d'échanges : Charles de Gaulle • Aube Rouge - Principaux arrêts desservis : Mairie de Castelnau • Collège F. Bazille • Castelnau-le-Lez — Les Aires • Palais des Sports • Place du Forum |                            |                            |                            |                                        |                                               |                                          |                            |                                                       |
| 35    | Autre : - Résa’TAM : La ligne est exploitée en transport à la demande toute la journée. - Les branches des Aires et d'Aube Rouge sont desservies en alternance à raison d'un service sur deux. |                            |                            |                            |                                        |                                               |                                          |                            |                                                       |
| 35    | Dernière actualisation : — |                            |                            |                            |                                        |                                               |                                          |                            |                                                       |
| 42    | 42 | 42                         | 42                         | 42                         | 42                                     | 42                                            | 42                                       | 42                         | 42                                                    |
| 42    | Mosson ⥋ Murviel-lès-Montpellier — La Rouvière Longue |                            |                            |                            |                                        |                                               |                                          |                            |                                                       |
| 42    | Ouverture / Fermeture 31 août 2015 / — | Longueur —                 | Durée 37 min               | Nb. d’arrêts 15            | Matériel Citywide LF Ethanol Urbino 12 | Jours de fonctionnement L, Ma, Me, J, V, S, D | Jour / Soir / Nuit / Fêtes O / N / N / N | Voy. / an —                | Dépôt Saint-Jean-de-Védas Transdev Occitanie Littoral |
| 42    | Desserte : Murviel-lès-Montpellier Saint-Georges-d'Orques - Pôles d'échanges : Mosson - Principaux arrêts desservis : Mosson |                            |                            |                            |                                        |                                               |                                          |                            |                                                       |
| 42    | Autre : A certaines heures, des services directs relient Murviel-lès-Montpellier à Mosson sans desservir Saint-Georges-d'Orques. - Résa’TAM : - Du lundi au vendredi, la ligne 42 effectue une desserte régulière aux heures de pointe (de 6 h 40 à 9 h 15 et de 16 h 10 à 18 h 45) ; - En semaine, en heures creuses et les samedis, dimanches et jours fériés, la ligne 42 fonctionne exclusivement sur réservation. |                            |                            |                            |                                        |                                               |                                          |                            |                                                       |
| 42    | Dernière actualisation : — |                            |                            |                            |                                        |                                               |                                          |                            |                                                       |

### Navettes
Des navettes qui relient la station de tramway Sabines de la ligne 2 au stade de rugby Yves du Manoir opèrent lors des matchs de Rugby. Des navettes exceptionnelles sont mises en place à l'occasion de manifestations culturelles (Zénith, navette du Théâtre des Treize Vents...) ou lors de travaux sur les lignes de tramway.

#### Amigo
L'Amigo est un bus circulant de nuit les jeudis, vendredis et samedis (minuit - 5 heures du matin ou 6 heures en juillet/août) reliant les principaux lieux de vie nocturne (boites de nuit...) de la métropole de Montpellier, afin de ramener les noctambules en toute sécurité. Les départs se font à partir de minuit jusqu'à 1h40 du matin et les retours de 2h40 à 5h10 du matin. La desserte des arrêts retour se fait à la demande.
| Ligne        | Trajet                                                   |
| ------------ | -------------------------------------------------------- |
| Amigo aller  | Gare Saint-Roch/Garcia Lorca ↔ Industrie/Les Marestelles |
| Amigo retour | Industrie/Mas de Grille ↔ Le Grand M                     |

#### Minibus du soir
Les Minibus du soir sont des navettes composées de véhicules de 9 places (minibus) circulant à partir de 22h/22h15 7j/7 avec 2 ou 3 départs pour chaque ligne. Elle permet de rejoindre les communes de la métropole de Montpellier au départ d'une station de tramway au-delà des horaires de fonctionnement des lignes suburbaines classiques (qui s'arrêtent vers 21 heures).
Ce service a été lancé en 2007, avec une première ligne vers Lattes, suivi en janvier 2010 par la ligne vers Cournonsec, le 15 mars 2010 par la ligne vers Castries et le 29 août 2011 vers Clapiers et Prades-le-Lez. Depuis, d'autres dessertes ont été ouvertes.
En cas de grande affluence, un deuxième véhicule est appelé en renfort. La desserte des arrêts se fait à la demande.
| Desserte | Station de départ          | Horaire de départ |
| --- | -------------------------- | ----------------- |
| Clapiers, Montferrier-sur-Lez et Prades-le-Lez                                                                    | Occitanie                  | 22h25             |
| Maurin, Lattes et Villeneuve-lès-Maguelone                                                                        | Garcia Lorca               | 22h15             |
| Lavérune, Pignan, Cournonterral et Cournonsec                                                                     | Sabines                    | 22h20             |
| Le Crès, Vendargues et Castries                                                                                   | Notre-Dame de Sablassou    | 22h15             |
| Saint-Georges-d'Orques et Murviel-lès-Montpellier                                                                 | Mosson                     | 22h20             |
| Fabrègues et Saussan                                                                                              | Saint-Jean de Védas Centre | 22h25             |
| Grabels | Euromédecine               | 22h30             |
| Baillargues, Saint-Brès, Saint-Geniès des Mourgues, Restinclières, Beaulieu, Sussargues, Saint-Drézéry et Montaud | Gare TER de Baillargues    | 22h25             |

## Parc de véhicules
Les véhicules du réseau portent tous la même décoration grise et bleue, qu'ils soient exploitées par la TAM ou par ses sous-traitants (Transdev Occitanie Littoral, Les Courriers du Midi et Ginhoux Voyages).

### Bus articulés
Voici un aperçu des bus articulés circulant sur le réseau TAM : 
| Constructeur | Modèle          | Nombre | Numéros de parc | Période de mise en service          | Affectation  | Exploitant | Observation |
| ------------ | --------------- | ------ | --------------- | ----------------------------------- | ------------ | ---------- | ----------- |
| Iveco Bus    | Urbanway 18 GNV | 4      | 21-24           | Entre décembre 2021 et octobre 2023 | Navette Gare | TAM        | –           |

### Bus standards
Voici un aperçu des bus standards circulant sur le réseau TAM : 
| Constructeur    | Modèle              | Nombre | Numéros de parc                                   | Période de mise en service            | Affectation                                                     | Exploitant                                               | Observation                                                                 |
| --------------- | ------------------- | ------ | ------------------------------------------------- | ------------------------------------- | --------------------------------------------------------------- | -------------------------------------------------------- | --------------------------------------------------------------------------- |
| Heuliez Bus     | GX 327              | 18     | 640, 731-736, 761-764 766-768, 770, 780-782, 1020 | Entre décembre 2008 à juin 2012       | 20 21 22 30 34 36 40 42 43 46                                   | Transdev Occitanie Littoral                              |                                                                             |
| Heuliez Bus     | GX 337              | 6      | 791, 793, 806, 661-663                            | Entre avril 2014 à avril 2016         | 18 20 21 22 23 24 25 26 30 36 46                                | - Keolis Courriers du Midi - Transdev Occitanie Littoral | –                                                                           |
| Irisbus         | Citelis 12          | 3      | 661, 676-677                                      | Entre juin 2012 et juillet 2012       | 32 33                                                           | Ginhoux Voyages                                          | Série en cours de réforme.                                                  |
| Irisbus         | Citelis 12 GNV      | 43     | 160-201, 862                                      | Entre décembre 2006 à septembre 2013  | - 6 7 8 10 11 14 15 16 17 19 52 53 - 862 : 18 20 34 38 40 42 43 | - TAM - Transdev Occitanie Littoral (862)                | –                                                                           |
| Irisbus         | Crossway LE         | 5      | 640, 651-652, 809-810                             | Entre août 2010 à décembre 2012       | 21 23 24 25 26 46                                               | - Keolis Courriers du Midi - Transdev Occitanie Littoral | 809-810 Ex Keolis Marseille                                                 |
| Iveco Bus       | Urbanway 12 GNV     | 91     | 202-232, 234-293                                  | Entre septembre 2015 à septembre 2023 | 6 7 8 10 11 14 15 16 17 19 52 53 Navette Gare                   | TAM                                                      | 233 retiré en 2018 (sous scellé judiciaire à la suite d'un accident mortel) |
| MAN Truck & Bus | Lion's City 12 E    | 10     | 701-712                                           | Entre janvier 2025 et mars 2025       | A                                                               | TAM                                                      | Bustram de Montpellier                                                      |
| Mercedes-Benz   | Citaro Facelift     | 10     | 642-650, 653                                      | Décembre 2011                         | 23 24 25 26                                                     | Keolis Courriers du Midi                                 | –                                                                           |
| Mercedes-Benz   | Citaro C2 Hybrid    | 5      | 656-659                                           | Entre juillet 2020 à septembre 2022   | 23 24 25 26                                                     | Keolis Courriers du Midi                                 | Neuf                                                                        |
| Scania          | Citywide LE         | 4      | 855-858                                           | Juin 2015                             | 18 20 30 34 36 38 40 42 43                                      | Transdev Occitanie Littoral                              | –                                                                           |
| Scania          | Citywide LE Ethanol | 15     | 840-854                                           | Juin 2020                             | 18 20 30 34 36 38 40 42 43                                      | Transdev Occitanie Littoral                              | –                                                                           |
| Setra           | S 415 NF            | 3      | 807-808, 811                                      | Entre juillet 2010 et février 2013    | 21 22 30 36 46                                                  | Transdev Occitanie Littoral                              | Livrée blanche TAM Ex Nice / Ex Tango!                                      |
| Solaris         | Urbino 12           | 1      | 741                                               | Entre juillet 2010 et février 2012    | 18 32 34 40 43                                                  | Transdev Occitanie Littoral                              | Série en cours de réforme.                                                  |

### Minibus
Voici un aperçu des minibus circulant sur le réseau TAM : 
| Constructeur  | Modèle                       | Nombre | Numéros de parc                | Période de mise en service      | Affectation       | Exploitant                  | Observation |
| ------------- | ---------------------------- | ------ | ------------------------------ | ------------------------------- | ----------------- | --------------------------- | ----------- |
| Citroën       | Spacetourer                  | 1      | 778                            | mars 2021                       | 41 44             | Transdev Occitanie Littoral | –           |
| Durisotti     | Novibus (châssis Master III) | 3      | 774, 794                       | Entre décembre 2013 et mai 2014 | 41 44             | Transdev Occitanie Littoral | –           |
| Renault       | Master III                   | 2      | 695-696                        | Entre août 2013 et              | 28                | Transdev Occitanie Littoral | –           |
| Mercedes-Benz | Sprinter City 35             | 8      | 681-682, 684-685, 689-691, 693 | Décembre 2016                   | 27 31 35          | Ginhoux Voyages             | –           |
| Mercedes-Benz | Sprinter City 45             | 1      | 688                            | Février 2022                    | 27 31 35          | Ginhoux Voyages             | –           |
| Mercedes-Benz | Sprinter City 65             | 2      | 797, 8333                      | Entre juin 2010 et février 2013 | 44 Navette Ovalie | Transdev Occitanie Littoral | –           |

### Dépôts
Il existe deux dépôts de bus sur le réseau, commun avec les tramways :
- le dépôt Les Hirondelles (CEMH) situé dans le quartier de la Mosson à l'ouest de Montpellier ;
- le dépôt La Jeune Parque situé au sud de Montpellier dans la zone d'activités Garosud sert également à l'entretien des bus.

En outre, chaque sous-traitant possède ses dépôts, en voici une liste non exhaustive :
- Le dépôt de Ginhoux Voyages à Saint-Jean-de-Védas ;
- Le dépôt de Keolis Courriers du Midi aux Prés d'Arènes à Montpellier.

## Tarification
Le prix pour un voyage est de 1,60 euro au 1er septembre 2016 et ceux toujours le cas en 2020. Un ticket de 10 voyages coûte 10 euros, une carte 1 jour 4,30 euros une carte hebdomadaire 16,50 euros (à partir du 1er septembre 2016), une carte mensuelle 52,00 euros et une carte annuelle 470 euros (tarif en vigueur en 2014). Il existe également des tarifs groupe et des réductions pour les scolaires, étudiants, jeunes, seniors, groupes, familles et familles nombreuses. Les tickets et cartes d'abonnement permettent de circuler en bus comme en tramway. Le ticket 1 voyage peut être acheté à bord des bus (actuellement avec la crise sanitaire, l'achat à bord n'est plus possible). Un ticket autorise des validations illimitées sur tout le réseau TAM pendant 1 heure au maximum entre la première et la dernière validation.
À partir du 1er septembre 2020, les transports en commun seront gratuits tous les week-ends pour les habitants de la métropole de Montpellier. À partir du 21 décembre 2023, les transports seront gratuits pour tous les habitants de la métropole.